# Liste der Straßenbrunnen im Berliner Bezirk Charlottenburg-Wilmersdorf
Die Liste der Straßenbrunnen im Berliner Bezirk Charlottenburg-Wilmersdorf ist eine Übersicht der aktuell existierenden Brunnen in den Ortsteilen des Bezirks. Diese Liste ist ein Teil des Artikels Straßenbrunnen in Berlin.

## Überblick

### Anzahl und Formen
Im Jahr 1951 wurde eine Richtzahl von 3500 Einwohnern je Brunnen festgelegt. In den 1960er Jahren wurde diese Richtzahl verringert: bei der gegenwärtigen Einwohnerzahl wären 223 (1500 Einwohner) bis 134 Notwasserbrunnen (2500 Einwohner) ausreichend. Vor der Bildung von Groß-Berlin im Jahr 1920 gab es in Deutsch-Wilmersdorf und besonders der Großstadt Charlottenburg – wie in anderen Stadtgemeinden um Berlin – Maßnahmen zur Notwasser- und Löschwasserversorgung. Zu den damaligen Standorten und den Brunnen ist die Quellenlage gering. Nach der Drucksache 17/15418 gibt es im Bezirk 151 Landesbrunnen, die ihrem eigentlichen Zweck nach für den Zivilschutz eingesetzt sind.
Die Liste enthält 182 „Plumpen“ unterschiedlicher Bauart und Ausführung. Ein Listeneintrag davon bezieht sich auf eine Lauchhammerpumpe mit lediglich Schmuckfunktion und vier stehen zu in letzter Zeit geschlossenen Standorten. Von den (verbleibenden) regulären Brunnen stehen 96 auf dem Gebiet des vormaligen Bezirks Charlottenburg und 81 gehörten zu Wilmersdorf.
Zu den historischen Brunnenständern gehören die Lauchhammer-Brunnen aus der Eisengießerei Lauchhammer. Der Entwurf kam 1890 von Otto Stahn. Durch den Fischkopf sind 23 im Bezirk als Typ I zuzuordnen.
In der Großstadt Charlottenburg wurden ab 1890 die alten Kesselbrunnen mit Pumpe und bodennaher Grundwasseraufnahme zunächst durch Rohrbrunnen mit Kuntzeschem Pumpprinzip ersetzt. Ab 1900 folgten dann Brunnengehäuse aus Lauchhammer, die den Berliner Brunnen mit Wassermotiven (Frosch, Fisch, Muscheln) ähnlich waren. Als Zeichen der Selbständigkeit und des Bürgerstolzes waren diese Brunnen (statt mit dem Berliner Bären) mit den Charlottenburger Wappen versehen. Es stehen immer noch Straßenbrunnen mit dem Kennzeichen „Stadtwappen“: mit dem schwebenden gezinntes Burgtor mit aufgezogenem schwarzen Fallgatter im Durchgang des Mittelbaus.
Die Gemeinde Wilmersdorf (Einwohnerzahl 1901: 22.400) übernahm das Kuntzesche Prinzip des Rohrbrunnens und beauftragte in Lauchhammer ein eigenes Gehäuse. Wilmersdorf ließ sich um 1900 in Lauchhammer Brunnenverkleidungen fertigen deren Design vom Wilmersdorfer Bildhauer und Tierplastiker August Gaul geschaffen wurden. Dazu findet sich in den zeitgemäßen Wilmersdorfer Blättern: „In den letzten beiden Monaten ist die Aufstellung von zwei neuen Straßenbrunnen [vom Lauchhammer Typ] erfolgt. Von ihnen befindet sich der eine in der Johann Georgstraße nahe dem Kurfürstendamm, der andere stand am Kirchhof in der Berlinerstraße. Unter Hinweis auf neben stehende bildliche Wiedergabe sei bei dieser Gelegenheit erwähnt, daß der figürliche Schmuck der durchweg nach dem gleichen Modell gefertigten hiesigen Brunnengehäuse von der Hand eines Wilmersdorfer Bürgers, des besonders durch seine Tierplastiken berühmten Bildhauers Professor Gaul herrührt.“ Während der Brunnen nahe vom Kurfürstendamm (Halensee Nummer 15) nach über 100 Jahren durch einen Typ-II der (Berliner) Lauchhammerserie ersetzt wurde, sind am Kirchhof keine Spuren geblieben. Ein solcher Wilmersdorfer Ständer stand 1954 an einem Drehort des Kinderfilms Emil und die Detektive in Berlin.
Zwei Brunnen sind von besonderer „Grunewalder“ Art: mit einem Gittermuster auf den Zylindern besteht die Brunnensäule aus drei verschraubten Teilen mit einem achteckigen Fuß für den Zylinder des Ständerteils. Der mittlere Zylinder mit einem Tierkopf als Austritt besitzt drei gleichartige Muster und auf dem Kopfteil für den Schwengel wiederholt sich das Muster nochmals.
Offensichtlich nicht original für den Bezirk Charlottenburg-Wilmersdorf geschaffen existieren zwei Pankower Brunnen mit dem „GP“-Wappenschild für „Gemeinde Pankow“.
Die Brunnen vom Typ „Schliephacke“ (Rümmler) sind mit 55 Standorten das noch immer meistverbreitete Modell. Diese wurden nach dem Mauerbau Ende der 1960er Jahre von der Westberliner Verwaltung in Auftrag gegeben, von Schliephacke gestaltet und von Baudirektor Rümmler eingeführt. Deren Aufstellung erfolgte in den 1970er Jahren. Die vom Groß-Berliner Magistrat bei der Firma Krause in Neusalz (Oder) Mitte der 1920er Jahre beauftragten neoklassizistischen Krause-Brunnen sind mit 14 Brunnen im Stadtbild vertreten. Ergänzt wird die Modellvielfalt durch 30 einfache, einteilige Rohrsäulen vom Modell Wolf und verbessert als Wolf 2. Später wurden insbesondere für größere Bohrtiefen die FSH-Brunnen mit Brunnenständer eingesetzt, die der Form nach als elf dreiteilige Säulen erkennbar sind.
Die als „Neue Krause“ bezeichneten Brunnenkörper sind am Brunnenfuß dicker, was (wohl) durch den (bestehenden) größeren Durchmesser am Sockelrohr bedingt war. In dieser Form gibt es zwei dicke Säulen mit dem verkröpften Unter- und Oberzylinder. In dieser Art stehen noch drei, deren Brunnenständer fest zusammengefügt (verschweißt) wurden. Ein Brunnenständer dieser Art besteht aus einer auf ein Krauseteil aufgesetzte Wolfsäule. Die seit den 2000er Jahren entwickelten „formschönen“ Borsigsäulen mit einem Sechskant-Ständer stehen bereits 30 mal an bezirklichen Notwasserstellen. Diese Borsigständer stehen berlinweit und sind mit den jeweiligen Bezirkswappen von 2002 versehen. Im Bezirk stehen Mitte 2018 bereits 30 solche Borsigsäulen, die bei Reparaturen oder nötigen Überbohrungen ersetzt werden. An 34 Bohrungsorten wurden die noch 2008 vorhandenen (nach fast 50 Jahren betriebenen) und wohl nicht mehr einsatzfähigen Brunnenständer im Schliephacke-Design durch neuere Brunnenkörper ersetzt. Vorzugsweise erfolgte der Ersatz durch sechskantige Borsigsäulen, in einigen Fällen durch FSH-Brunnenständer, die für tiefe Quellbohrungen empfohlen sind.

### Listenbeschreibung
Die Liste ist nach Ortsteilen, Flurabstand des Grundwassers (im Jahr 2009) und Pumpenform sortierbar. Nicht näher erkennbare Grundstücksnummern sind in Klammern und teilweise mit vorgesetzten „#“ in der Adresse markiert. Ein Sternchen (*) bezeichnet eine Lage, die zwischen den aufgeführten Hausnummern/Grundstücken liegt. In der Beschreibung sind markante Umstände zusammengetragen und weitere Bilder sind nach Ortsteil gegliedert auf Wikimedia-Commons anzusehen. Ergänzt sind die Angaben mit Weblinks zur Lage und auf OpenStreetMap. Die Straßenbrunnen spielten schon in früheren Tagen eine wichtige Rolle. Das mag ein Zitat aus der Zeit des Kapp-Putschs belegen: „Haben Sie gut geschlafen? Hatten Sie heute früh Wasser zum Kaffeekochen? Wenn das der Fall war, dann verdanken Sie Ihre Bettruhe und den nächtlichen Schutz der Straßenbrunnen gegen Sabotage der selbstlosen Tätigkeit der Einwohnerwehr. Die Einwohnerwehr ist absolut neutral und unpolitisch. Selbst ein Kommunist wird nicht behaupten wollen, daß Brunnenbewachung und Einschreiten gegen Schieber und Gesindel irgendetwas mit politischer Betätigung zu tun hat. (Die Führung der Einwohnerwehr Westend, Charlottenburg, den 16. 3. 1920.)“
Eine Bezirksamtsliste stand der folgenden WP-Liste nicht zur Verfügung. Die notierten Fakten beruhen einerseits auf den seit 2005 gesammelten Angaben des „Projektes OpenStreetMap“, im Frühjahr und Sommer 2018 wurde durch „Begehungen“ und entsprechend ergänzt und festgestellt. Eine Anfrage von 2015 aus der Piraten Partei ergab folgende Angaben: 153 Straßenbrunnen sind (2015) mit dem Schild „Kein Trinkwasser“ versehen, die Angabe für 2017 waren 104. Im Zeitraum 2010 bis 2015 wurden elf Straßenbrunnen stillgelegt und sechs neu errichtet. Es besteht ein Bürgerinteresse am Erhalt von Brunnen, wie ein Antrag von 2011 belegt.
Entsprechend der Auskunft des Bezirksamtes Charlottenburg-Wilmersdorf vom November 2019 stehen im Bezirk insgesamt 227 Brunnen, 2009 waren es 225. Für Trinkwasserzwecke nicht unmittelbar geeignet sind demnach 101 Standorte wegen chemischen und 40 wegen bakteriologischen Verunreinigungen. Für 2016 wurden aus dem Bezirksamt auf eine schriftliche Anfrage von 2017 106 funktionsfähige Brunnen genannt. Die Liste (Stand 11/2019) enthält 216 Einträge, wobei sich sieben auf abgebaute oder eingelagerte Straßenbrunnen beziehen. Bei einer angestrebten Anzahl von 1500 Einwohnern je Brunnen folgt aus der Einwohnerzahl (334.351) ein Bedarf von 223 Straßenbrunnen.
Die Zuständigkeit für die Straßenbrunnen liegt beim Bezirksamt, die Zuordnung unterscheidet allerdings zwischen „Landesbrunnen“ als Einrichtungen des Katastrophenschutzes und „Bundesbrunnen“ als Einrichtungen des Zivilschutzes. Die Finanzierung der Reparaturen und Arbeiten an den „Plumpen“ obliegt dem Bezirksamt. Kostenträger für die Landesbrunnen ist die zuständige Senatsverwaltung, eine weitere Gruppe sind die für den Zivilschutz geplanten Notbrunnen, der Bund als Eigentümer trägt die Kosten auf Anforderung des Landes Berlin. Die Anforderung für das Instandsetzen der Bundesbrunnen wird von der für Umwelt zuständigen Senatsverwaltung vermittelt. Bei regelmäßigen Beprobungen auf Wasserqualität (Gesundheitsamt) oder bei Komplexkontrollen durch Brunnenfirmen und das Ordnungsamt können Änderungen festgestellt werden. Im Bedarfsfall ist individuell der zeitgerechte Zustand am jeweiligen Standort festzustellen.
Eine aktuelle Standortbestimmung ergibt sich aus der Darstellung der Ergebnisse der Straßenbefahrung, die 2014/2015 vom Senat beauftragt wurde. Digital wurden danach die Straßenmöbel und Ausstattungszustücke ausgewertet und auf Kartenmaterial unter Geoportal des Landesvermessungsamtes dargestellt. Erreichbar ist das Kartenmaterial über den Link des Geoportals. Die für diesen Artikel wichtigen Kartendetails sind mit dem Suchwort „Straßenbefahrung 2014“ erreichbar und mit der entsprechenden Adresse zu suchen. Standorte der Straßenbrunnen sind mit einem blauen Quadrat markiert. Als Untergrund für die Darstellung kann verschiedenes Kartenmaterial ausgewählt werden. Der Überblick über die Standorte von Berliner Straßenbrunnen ist über eine OSM-gestützte Karte im Vergleich der WP-erfassten und der 2014 erfassten Plumpen zu erreichen.
Für die Ortsteile des Bezirks werden Abkürzungen der LOR-Listen des Statistik-Amtes genutzt. Die Zahlen an den Säulen wurden innerhalb der Alt-Bezirke vor der Bezirksfusion vergeben und wiederholen sich für den Großbezirk.
| - Charl = Charlottenburg | - Weste = Westend - CharN = Charlottenburg-Nord |  | - Wilmd = Wilmersdorf | - Halen = Halensee - Grune = Grunewald | - Schma = Schmargendorf |

Die seit den 2010er Jahren aufgestellten Trinkwasserbrunnen ergänzen die Straßenbrunnen an häufig besuchten Stellen im Bezirk. Sie sind jedoch an das Leitungsnetz angeschlossen und werden bei der Aufstellung von den Berliner Wasserbetrieben gesponsert, denn die Geräte sind leitungsgebunden, sie werden an eine 3/8-Zoll-Trinkwasserleitung angeschlossen.

## Festgestellte Brunnen der Notwasser-Versorgung
| Ortsteil | Name/Kennung | Adresse Lage LOR/Kiez                                                 | Form/Modell                                                            | Flurabstand Jahr | Bild, Anmerkungen |
| -------- | ------------ | --------------------------------------------------------------------- | ---------------------------------------------------------------------- | ---------------- | --- |
| Charl    | 001          | Pascalstraße ggü. 19 Lage Spreestadt                                  | Typ Charlottenburg Lauchhammer                                         | 03–4 m           | Der Brunnen (OSM-ID: 865282119) steht wenige Meter an der Ostseite der Pascalstraße vor dem gefasten Eckhaus Nummer 30 der Helmholtzstraße. Der Brunnen befindet sich 250 Meter vom Spreeufer (Spreebogen, nahe Gotzkowskybrücke). Zum Brunnen gehört ein als Bordstein ausgebildeter Tränkstein mit ovaler Mulde und Rinne. Mit dem Stadtwappen von Charlottenburg auf dem Brunnengehäuse aus Lauchhammer gehört er zu den in den 1900er Jahren für die Großstadt aufgestellten Exemplaren. Der Brunnen ist im Eigentum des Landes Berlin. |
| Wilmd    | 001          | Schaperstraße 12 Lage Schaperstraße                                   | Borsig Sechskantsäule                                                  | 03–4 m           | Der Straßenbrunnen „Wilmersdorf 1“ in der Schaperstraße ist ein „Modell Borsig“ (OSM-ID: 987921483) und mit dem 2001 verliehenen Wappen des Bezirks Charlottenburg-Wilmersdorf oberhalb des Ablaufrohrs versehen, das rechtwinklig im Gegenuhrzeigersinn zum Handschwengel angebracht ist. Mit einem Blechschild als rotumringtem Verbotsschild mit dem Piktogramm „Kein Trinkwasser“ wird auf die Verwendungseinschränkung verwiesen. Eine Abwandlung an dieser prismatischen Säule ist die oben aufgesetzte spitze sechsseitige Pyramide. Im Übrigen ersetzte diese neue Pumpe die vorher hier stehende Schliephackepumpe, wobei der rechteckige Auffangstein mit Rechteckbecken unverändert blieb. Über dessen Rinne zur Fahrbahn hin entwässert die Pumpe in das Regengerinne. Pumpe und Auffangmulde befinden sich in einem Pflasterquadrat am Randstreifen des Gehwegs. Der Standort liegt 20 Meter von der Bundesallee nach Osten an der Nordseite der Schaperstraße. Der Brunnen ist im Eigentum des Landes Berlin. |
| Charl    | 002          | Franklinstraße 1 Lage Spreestadt                                      | Lauchhammer Typ II                                                     | 03–4 m           | Der Brunnen (OSM-ID: 932295144) steht am östlichen Gehweg der Franklinstraße 15 Meter vom Salzufer. Der Abfluss von gepumpten Wasser gelangt über eine Platte mit ovaler Mulde und Rinne und weiter über den Bordstein mit eigener Rinne in die Regenentwässerung. Die Abbildung von 2007 belegt, dass dieser Brunnen vom „Typ Charlottenburg“ zu jenen in den 1900er Jahren aufgestellten in Lauchhammer gefertigten Gehäusen gehörte. In den Google Earth-Bildern findet sich 2017 eine Baustelle am Brunnenstandort Der Brunnen ist im Eigentum des Landes Berlin. |
| Wilmd    | 002          | Pariser Straße 48 Lage Ludwigkirchplatz                               | Krause                                                                 | 03–4 m           | Der Brunnen (OSM-ID: 987921486) steht vor dem südwestlichen Eckhaus der Uhlandstraße 10 Meter in die Pariser Straße. Der Standort liegt auf dem Gehweg in Höhe der mit Bäumen besetzten Parkbuchten. Im Bordstein ist die Mulde als Tränkstein eingesetzt, der Brunnenkörper steht im Kleinpflaster der umgebenden Formsteine des Bürgersteigs. Bis 2018 stand an diesem Ort eine Pumpe vom Typ Neue Krause, alte Form mit den sich statt verschraubten, zusammengefügter Verjüngung zwischen Ober- und Unterrohr. Der Brunnen ist im Eigentum des Landes Berlin. |
| Charl    | 003          | Guerickestraße 18 Lage Ernst-Reuter-Platz                             | Wolf 2 einteilige Saule                                                | 02–3 m           | Der Brunnen steht auf einem Pflasterkarree am Rand des südlichen Bürgersteigs 40 Meter von der Ecke Abbéstraße. Das anliegende Grundstück gehört der Physikalisch-Technischen Bundesanstalt. Neben dem Fußflansch der Brunnensäule mit dem Frosthahn liegt eine Platte mit rechteckiger Auffangmulde. Über dieser endet das Austrittsrohr, das an einem Ansatzstück des Säulenrohrs verschraubt ist. Gegenüber ist unter dem Schwengel mit einer Schwerekugel am Handgriff das runde Verbotsschild angebracht, dass der Auslauf nicht als Trinkwasser geeignet ist. Der Brunnen ist im Eigentum des Landes Berlin. |
| Wilmd    | 003          | Regensburger Straße 24 Lage Schaperstraße                             | Typ Wilmersdorf von August Gaul                                        | 03–4 m           | Der Brunnen in der Regensburger Straße befindet sich (Mai 2018) in einem desolaten Zustand. Der Standort am Haus 24 befindet sich auf den Pflasterrand des südlichen Bürgersteigs, westlich der Grainauer Straße. Auch wenn die Brunnenkrone, die Verkleidung am Austritt und die Tierplastiken an der Säule fehlen, belegt der runde Gehäusesockel die Zuordnung zum „Typ Wilmersdorf“, des Entwurfs von Tierplastikers Gaul. Als Ablauf ist eine Platte mit rechteckiger Mulde und Rinne am Boden. Auf Google Earth vom Oktober 2009 ist der Brunnen teilweise verdeckt, aber der zerstörte Zustand im Sockelbereich zu erkennen. In der Broschüre Klinner: Stadtmöbel in Berlin befindet sich auf Seite 12 das Bild 21: „Straßenbrunnen in der Regensburger Straße“ in „Wilmersdorfer Form“ vor einem mehrgeschossigen Bürgerhaus ohne Datumsangabe, mit Tränkstein in der Bordsteinkante. Der Brunnen ist im Eigentum des Landes Berlin. |
| Charl    | 004          | Abbéstraße 19 Lage Ernst-Reuter-Platz                                 | Typ Charlottenburg Lauchhammer                                         | 02–3 m           | Der Brunnen steht an der Westseite der Abbestraße unweit vom Einsteinufer, 50 Meter zum Ufer des Landwehrkanals. An der gegenüberliegenden Straßenseite befindet sich die Akademie der Künste. Zwischen Brunnenfuß und Fahrbahn liegt der Bordstein mit Mulde und Abflussrinne zum Gerinne. Auf der Fläche gegenüber vom Wasseraustritt befindet sich das Charlottenburger Stadtwappen. Der Brunnen ist im Eigentum des Landes Berlin. |
| Wilmd    | 004          | Bundesallee 22 Lage Nikolsburger Platz                                | Typ Wilmersdorf von August Gaul                                        | 2,5–3,5 m        | Der Straßenbrunnen in der Trautenaustraße steht vor dem „Kulturbüro der Botschaft von Saudi-Arabien“, ehemaliges „Jean-Monnet-Haus“ in der Bundesallee 22. Er steht 40 Meter westlich der Bundesallee, Nordwestecke der Trautenaustraße. Der Pelikankopf am Pumpenauslauf und der geschuppte Deckel als Gehäuseabschluss weisen auf einen Wilmersdorfer Straßenbrunnen hin, dessen Gehäuse vom Bildhauer und Tierplastiker Gaul 1905 für die damals selbständige Stadt Wilmersdorf geschaffen wurde, gefertigt in Lauchhammer. Der Abfluss geht in den runden, halboffenen Rost zur Straßenentwässerung, zuvor lag an dieser Stelle ein Tränkstein für den Ablauf. Die Wiederaufstellung des Brunnens erfolgte (wohl) im Jahr 2012. Der Brunnen stand seit 1905 an diesem Ort, unweit östlich vom Nikolsburger Platz. Eine Aufnahme aus 1965/1970 zeigt den Brunnen an dieser Stelle, vor der Holzwand Trautenaustraße 5. Bis 1966 Jahren war das Gebäude Nummer 5 eine Klinik, 2009 befand sich hier die Volkshochschule Wilmersdorf. Der Brunnen ist im Eigentum des Landes Berlin. |
| Charl    | 005          | Fraunhoferstraße ggü. 16 Lage Ernst-Reuter-Platz                      | Typ Charlottenburg Lauchhammer                                         | 03–4 m           | Der Brunnen (OSM-ID: 862030925) steht am südlichen Fahrbahnrand der Fraunhoferstraße neben dem Gebäude Cauerstraße 6, über letztere Straße steht die Häuserreihe (Hausnummer 35, 36) der Ludwig-Cauer-Schule und nordwestlich der Luisenfriedhof I. Der Brunnen steht auf einer Pflasterfläche mit Ablauf. Auf der Fläche gegenüber vom Wasseraustritt befindet sich das Charlottenburger Stadtwappen. 2018 war diese Platte teilweise abgebrochen und die rostige Unterlage freigelegt. Der Brunnen ist im Eigentum des Landes Berlin. |
| Wilmd    | 005          | Zoppoter Straße 13 Lage Breite Straße                                 | Krause                                                                 | 15–20 m          | Der Brunnen (OSM-ID: 71520384) steht am westlichen Straßenrand vor dem Haus 13 der Zoppoter Straße. Der Standort befindet sich zwischen der von Westen mündenden Heiligendammer (20 Meter) und der von Osten mündenden Sylter Straße (25 Meter). Der Abfluss geschieht über das Pflaster am Bürgersteig. Dabei ist der Austritt nicht Original-Krause, sondern durch einen Ansatz mit kurzem Rohr und darauf stärkerem Rohrbogen gebildet. Auch der Schwengel besitzt einen geänderten Handgriff mit zylindrischer Beschwerung. Am Sockel befindet sich die Zahl 27, am unteren Achtkant über dem Austritt ist eine Zahl – wohl 19 – erkennbar. |
| Wilmd    | 006          | Güntzelstraße 26 Lage Nikolsburger Platz                              | Wolf einteilige Saule                                                  | 03–4 m           | Der Brunnen (OSM-ID: 1166433735) steht in der Güntzelstraße etwa 10 Meter von der Kreuzung Uhlandstraße am nördlichen Fahrbahnrand. Der Standort der Wolf-Säule befindet sich in Fortsetzung des Parkstreifens „längs zur Fahrtrichtung“ am Rand ein rechteckiger Bordstein mit ovaler Mulde und Abflussrinne. |
| Charl    | 006          | Guerickestraße 43 Lage Alt-Lietzow                                    | Typ Charlottenburg Lauchhammer                                         | 03–4 m           | Die historische Wasserpumpe (OSM-ID: 931224792) in der Guerickestraße steht an der Kreuzung Galvanistraße vor dem „Wirtshaus zum Dorfkrug“ auf einem Mosaikpflaster-Viereck. Der Straßenbrunnen 6 vom Lauchhammer-Typ ist durch den Wasserauslauf in Form eines Fischkopfs als Typ I gekennzeichnet. Schwengel und Pumpenauslauf sind rechtwinklig zueinander gesetzt, liegt zur Fahrbahn und entwässert in einen ovalen Tränkstein mit Abflussrinne zum Bordstein auf den Straßenasphalt. Auf der Fläche gegenüber vom Wasseraustritt verweist das Stadtwappen auf ein für die damals selbständige Großstadt Charlottenburg in Lachhammer gefertigtes Brunnengehäuse. Der Brunnen ist im Eigentum des Landes Berlin. |
| Charl    | 007          | Wernigeroder Straße 2 Lage Kaiserin-Augusta-Allee                     | Wolf einteilige Säule mit Rohransatz                                   | 03–4 m           | Der Brunnen (OSM-ID: 499609653) steht in der Wernigeroder Straße auf dem östlichen Gehweg vor der Gewerbefläche 2 gegenüber vom mündenden Harlingroder Weg. Der Standort liegt nördlich der Quedlinburger Straße (Ostecke 12) und 360 Meter nördlich vom Spreeufer, 250 Meter westlich vom Charlottenburger Verbindungskanal. Der Brunnen ist im Eigentum des Landes Berlin. |
| Charl    | 008          | Lohmeyerstraße 16 Lage Alt-Lietzow                                    | Typ Charlottenburg Lauchhammer                                         | 02–3 m           | Der Brunnen steht an der östlichen Straßenseite 15 Meter von der Straßenecke Charlottenburger Ufer. Im Formsteinbereich des Bürgersteigs liegt um den Sockel ein Pflasterkarree, in den Bordstein ist ein Tränkstein eingefügt, dessen Abfluss zur Straße führt und dessen geschwungener Rand am Brunnenfuß anliegt. Die Spiel am Kopg sind glatt. Das Charlottenburger Stadtwappen gegenüber vom Wasseraustritt verweist auf ein für die damals selbständige Großstadt Charlottenburg in Lauchhammer gefertigtes Brunnengehäuse. Der Brunnen ist im Eigentum des Landes Berlin. |
| Wilmd    | 008 (ex)     | Bayerische Straße 33*34 Lage Preußenpark                              | <abgebaut>                                                             | 03–4 m           | Der an dieser Stelle (südlich vom Olivaer Platz) ehemals vorhandene Brunnen mit Pelikanmotiv nach Wilmersdorfer Art, gestaltet von August Gaul (OSM-ID: 773981001) wurde in den 2010er Jahren entfernt. Die Aussparung im Pflaster und der neu gesetzte Kantstein am östlichen Fahrbahnrand sind noch erkennbar. Der Standort ist im Eigentum des Landes Berlin. |
| Charl    | 009          | Tegeler Weg 9a Lage Tegeler Weg                                       | Typ Charlottenburg Lauchhammer                                         | 03–4 m           | Der Brunnen (OSM-ID: 4768245631) steht am östlichen Baumstreifen des Tegeler Wegs, wo dieser sich in zwei Fahrbahnen teilt. 20 Meter südlich mündet die Straße Bonhoefferufer und das Spreeufer liegt 70 Meter nach Westen. Der Abfluss erfolgt in einen Bordstein mit der glatten Seite zur Fahrbahn. Das etwas angerostete und von Algen belegte Stadtwappen verweist auf den in den 1900er Jahren in Lauchhammer gefertigten Brunnen. Der Brunnen ist im Eigentum des Landes Berlin. |
| Wilmd    | 009          | Wittelsbacherstraße 1 Lage Preußenpark                                | Typ Wilmersdorf von August Gaul                                        | 03–4 m           | Der Brunnen (OSM-ID: 1166433763) steht an der Nordseite der Wittelsbacherstraße 30 Meter von der Sächsischen Straße (Eckhaus 22) nach Westen. Zum Brunnen auf dem Gehwegrandstreifen gehört der rechteckige Bordstein mit Mulde und Rinne. Der Brunnen ist im Eigentum des Landes Berlin. |
| Charl    | 010          | Brahestraße ggü. 20 Lage Tegeler Weg                                  | Schliephacke                                                           | 03–4 m           | Der Brunnen (OSM-ID: 4768245635) steht im Winkel an der Brahestraße zum Tegeler Weg an der Grünfläche vor dem runden Eckhaus 23a. Das Brunnenrohr war grün und die Schwengel- und Austrittseinheit blau lackiert, im Jahr 2018 ist die Pumpe einheitlich grün lackiert. Unter dem Austritt liegt eine glatte Platte im Kleinpflaster. Der Brunnen ist im Eigentum des Landes Berlin. |
| Wilmd    | 010          | Wilhelmsaue 112 Lage Wilhelmsaue                                      | <Typ Wilmersdorf>                                                      | 04–7 m           | Der Brunnen wurde zwischenzeitlich abgebaut. Hier befand sich eine Wilmersdorfer Pumpe mit der laufenden Nummer 10. Diese stand noch im Juli 2008 vor dem von Otto Bartning geschaffenen und wiedererrichteten Haus der Ersten Kirche Christi Wissenschafter an der Wilhelmsaue. Diese Zapfstelle mit dem Brunnengehäuse vom Bildhauer und Tierplastiker Gaul, das für Wilmersdorf geschaffen wurde, ist als nicht mehr funktionsfähig 2010 abgebaut worden. Von der Fraktion Bündnis 90/Die Grünen wurde in der BVV im Mai 2011 der Antrag gestellt „einen historisch passenden Ersatz zu schaffen“, dieser wurde jedoch im September 2011 im Bau- und Liegenschaften-Ausschuss zurückgezogen. Der Brunnen ist im Eigentum des Landes Berlin. |
| Charl    | 011          | Schillerstraße 104 Lage Karl-August-Platz                             | Wolf einteilige Säule mit Rohransatz                                   | 04–7 m           | Die Pumpe (OSM-ID: 715911663) steht auf der Südseite der Schillerstraße vor dem Haus Nr. 104 auf dem Mosaikpflaster. Das Kolbensystem ist von einem dicken Zylinderrohr umgeben. Der Wasseraustritt ist am unteren Teil aufgeschraubt. Das Rohr ist oben mit einem aufgeschraubten Deckel verschlossen, darunter ist der Ansatz für den Handschwengel angeschweißt. Am Handgriff des Schwengels befindet sich als Schwerekörper eine Kugel, am Rohr ist ein Dämpfungselement aufgeschraubt. Die Pumpe entwässert ohne Tränkstein über das Kleinpflaster in den Rinnstein. Der Brunnen ist im Eigentum des Landes Berlin. |
| Wilmd    | 011          | Detmolder Straße 53a Lage Hildegardstraße                             | FSH-L dreiteilige Säule                                                | 10–15 m          | Der Brunnen (OSM-ID: 4653098936) steht im südlichen Baumstreifen am Gehweg neben den Parkplatzbuchten 25 Meter östlich der Koblenzer Straße. Schräg gegenüber steht die Vaterunser-Kirche. Der Brunnenkörper besteht aus dem unteren Brunnenständer, der die Länge des Hubgestänges ausgleicht. Darauf sitzt der eigentliche Brunnenkörper der am Wasseraustritt eine lange Erweiterung (Manschette) besitzt und mit einem verschraubten Aufsatz an einem Halbrund die Achse des Handschwengels zur Kolbenmechanik verbindet. Der Brunnen ist im Eigentum des Landes Berlin. |
| Charl    | 012          | Giesebrechtstraße 15 Lage Hindemithplatz                              | Borsig Sechskantsäule                                                  | 03–4 m           | Die Wasserpumpe Nr. 12 (OSM-ID: 705853522) steht auf einem Kleinpflaster-Quadrat in der Giesebrechtstraße vor einer irischen Kneipe kurz vor der Kreuzung Sybelstraße. Der Pumpwasserüberlauf fließt in den runden Straßeneinlass ab. Am Brunnen befindet sich an der Schwengelseite das Piktogramm-Schild mit dem Trinkwasserverbot, die Auslaufmündung liegt parallel zur Fahrbahn gerichtet. Die vorher hier stehende Schliephacke-Pumpe wurde 2022 durch die Borsig Sechskantsäule ersetzt. |
| Wilmd    | 012          | Hohenzollerndamm 38 Lage Eisenzahnstraße                              | Krause (27)                                                            | 10–15 m          | Der Brunnen steht auf dem Kleinpflasterstreifen zwischen Radweg und Bordstein des nördlichen Bürgersteigs. Am Sockel ist die Zahl „27“ erhaben an der Achteckfläche unterhalb des Wasseraustritts. Dieser ist zur Fahrbahn gerichtet und unterhalb befindet sich die Platte mit Rechteckmulde zum Wasserabfluss. Der Standort ist von einem eigenen Pflasterkarree umgeben. Ein Trinkwasserhinweis ist 2018 nicht vorhanden. Der Standort befindet sich zwischen Konstanzer (Christi-Auferstehungs-Kathedrale) und Mansfelder Straße, gegenüber der Mündung Kaubstraße. Die anliegenden Wohnhäuser aus den 1930er Jahren waren in den 1950er und 1960er Jahren als Städtisches Altenheim, in den 1970er bis 1990er Jahren als Seniorenwohnhaus genutzt. Der Krausebrunnen besitzt am Fuß die Zahl 27 und oberhalb des Austritts eine schlecht erkennbare Marke. Der Brunnen ist im Eigentum des Landes Berlin. |
| Halen    | 013          | Seesener Straße 4 Lage Eisenzahnstraße                                | Borsig Sechskantsäule                                                  | 10–15 m          | Der Brunnen (OSM-ID: 919876264) steht in der Seesener Straße in Höhe der Gebäuderundung des Bürohauses an der spitz einmündenden Cicerostraße. Die vorher hier stehende voll in grün lackierte Schliephackepumpe wurde zu Beginn der 2010er Jahre durch das im Stadtbild attraktivere Modell Borsig ersetzt. Der Brunnen ist im Eigentum des Landes Berlin. |
| Weste    | 014          | Branitzer Platz 4 Lage Branitzer Platz                                | Wolf einteilige Säule mit Rohransatz                                   | 30–40 m          | Der Brunnen steht am Nordwesten des runden Platzes auf einer Pflasterfläche mit einer Charlottenburger Platte unter dem Wasseraustritt, dessen Rohr mit einem runden Ansatzstück an der Säule angeschraubt ist. Der Standort liegt an der Innenseite des Platzes nahe zum Bordstein. Anzumerken ist der „kistenartige“ Schwerekörper am Schwengelarm und die Kugel am Ende des Handgriffs. Zudem ist die Grundplatte für die Brunnensäule auf dem Sockelrohr groß. |
| Wilmd    | 014          | Duisburger Straße 7 Lage Preußenpark                                  | Borsig Sechskantsäule                                                  | 03–4 m           | Der Brunnen (OSM-ID: 792609662) steht auf dem Mosaikpflaster des nördlichen Gehwegs der Duisburger Straße. Der Pumpwasserüberlauf fließt in den runden Straßeneinlass ab. Der Standort liegt zwischen Brandenburger und Konstanzer Straße. Bis Anfang der 2010er Jahre stand an dieser Stelle noch eine Schliephacke/Rümmlerpumpe. Der Brunnen ist im Eigentum des Landes Berlin. |
| Charl    | 015          | Iburger Ufer 10 Lage Alt-Lietzow                                      | Schliephacke                                                           | 03–4 m           | Der Brunnen (OSM-ID: 1773502044) steht am Iburger Ufer, dem südlichen Spreeufer, vor dem „Caritas Seniorenzentrum Kardinal Bengsch“ am Straßenrand. Das kanalisierte Spreeufer ist 35 Meter entfernt. |
| Halen    | 015          | Johann-Georg-Straße 12 Lage Halensee                                  | Lauchhammer Typ II                                                     | 10–15 m          | Der Straßenbrunnen 15 vom Lauchhammer-Typ (OSM-ID: 1605143579) ist durch den Wasserauslauf in Form eines Drachens als Typ II gekennzeichnet. Die Pumpe steht auf der Ostseite der Johann-Georg-Straße auf der Gehwegfläche hinter einem Taxistand und besitzt einen ovalen Tränkstein unter dem Ausfluss, der in das Kleinpflaster eingepasst ist und zum Bordstein hin entwässert. Noch im Oktober 2009 stand an diesem Ort ein Brunnen vom Typ Wilmersdorf mit dem Pelikankopf am Austrittsrohr, wie ihn August Gaul für die Gemeinde Wilmersdorf entworfen hatte. Der erste Brunnen wurde 1908 aufgestellt, der Austausch gegen einen Typ I erfolgte 2017. Der Standort befindet sich nach wie vor 50 Meter südlich vom Kurfürstendamm an der östlichen Straßenseite auf dem Gehweg. Das Pflasterkarree um den Sockel des jetzigen Lauchhammerbrunnens und der Tränkstein könnten den ursprünglichen Aufstellungsort bestätigen. Die Mündung von Johann-Georg-Straße wurde in den 1950er Jahren an die Joachim-Friedrich-Straße gelegt. Der Platz an der Kreuzung Kurfürstendamm/Joachim-Friedrich-Straße erhielt im Jahr 2004 den Namen von Agathe Lasch. Im Eckgebäude hinter dem Brunnenstandort befand sich in den 1970er bis 2000er Jahre das „Generalkonsulat der Türkei“. Der Brunnen ist im Eigentum des Landes Berlin. |
| Charl    | 016          | Gierkezeile 7 Lage Richard-Wagner-Straße                              | Wolf einteilige Säule                                                  | 02–2,5 m         | Der Brunnen (OSM fehlt) steht in der Gierkezeile 40 Meter nördlich der Zillestraße. Der Standplatz ist quadratisch gepflastert (größere Stein) innerhalb des Randstreifens am Bürgersteig, der Abfluss erfolgt direkt über diese Fläche. Auf dem Brunnenfuß ist der Ansatz der zur im Sockelkopf sitzenden Frostsicherung führt. Noch 2008 stand an dieser Stelle eine blau-/grünlackierte Schliephackepumpe. Die Gebäude unter Hausnummer 7 gehören zum Campus des IFAG (Institut für angewandte Gerontologie mit Berufsfachschule für Altenpflege). Das Gebäude ist das ehemalige (Charlottenburger) Städtische Krankenhaus und Gesundheitsamt. Der Brunnen ist im Eigentum des Landes Berlin. |
| Halen    | 016          | Henriettenplatz Lage Halensee                                         | Typ Wilmersdorf von August Gaul                                        | 10–15 m          | Der Straßenbrunnen 16 vom Wilmersdorf-Typ (OSM-ID: 1198486417) ist durch seinen Wasserauslauf in Form eines Pelikankopfs als Wilmersdorfer Straßenbrunnen gekennzeichnet. Der obere kegelige Abschluss des Pumpengehäuses ist nicht im Originalzustand. Der Standort befindet sich im Süden des Henriettenplatzes vor dem Zehngeschosser Kurfürstendamm 129b. der. Der Standort liegen zwischen Westfälischer und Seesener Straße steht Der Brunnen befindet sich auf der Gehwegfläche und besitzt einen Tränkstein mit ovaler Mulde unter dem Ausfluss, der in das Kleinpflaster eingepasst ist. In den 1960er Jahren (1963–1965) stand dieser Straßenbrunnen in roter Farbe an seinem Platz. Dieser Standort mit dem Straßenbrunnen ist auf einer Abbildung von 1905 vor dem (damaligen) Empfangsgebäude Bahnhof Halensee (Westrand Seesesner Straße) erkennbar. Der Brunnen ist im Eigentum des Landes Berlin. |
| Charl    | 017          | Richard-Wagner-Straße (#36) Lage Richard-Wagner-Straße                | Lauchhammer Typ I                                                      | 04–7 m           | Die historische Wasserpumpe in der Richard-Wagner-Straße (OSM-ID: 3554034116) steht an der Grünanlage (Grundstück 36) an der Nordecke der Arno-Fuchs-Schule als Richard-Wagner-Straße 30 adressiert. Nach Norden steht das „Alte Ackerbürgerhaus“. Dahinter (ostwärts) liegen Sport- und Spielplatz und das Stadtbad Charlottenburg. Der Standort ist acht Meter von der Fahrbahnkante und der Brunnen steht hier eher als Gestaltungselement. Zu dieser Ruheecke gehört ein Zierbrunnen und Ruhebänke. Der Straßenbrunnen 17 vom Lauchhammer-Typ ist durch den Wasserauslauf in Form eines Fischkopfs als Typ I gekennzeichnet. Insbesondere befindet sich gegenüber der Berliner Bär eines Lauchhammerbrunnens von 1895. Schwengel und Pumpenauslauf sind rechtwinklig zueinander gesetzt. Die Pumpe wurde 2017 wieder instand gesetzt und liefert jetzt Trinkwasser. Der Brunnen ist im Eigentum des Landes Berlin. |
| Halen    | 017          | Schwarzbacher Straße neben 7 Lage Halensee                            | Schliephacke                                                           | 03–4 m           | Der Brunnen steht auf dem gepflasterten Randstreifen des Bürgersteigs an der Melli-Beese-Anlage, die Anfang der 1970er Jahre auf dem Dreieck zwischen Wangenheimsteg (Storkwinkel, vorher Hobrechtstraße) und der Schwarzenbacher Brücke – Autobahn (ASt Kurfürstendamm) – angelegt wurde. Der Brunnen steht mit Schwengel und Austritt, darunter die Muldenplatte (rechteckig) parallel zur Fahrbahn. Die Anlage mit der Straße und somit dem Brunnen gehört zu Halensee nach Nordost (Halenseegraben, Güterbahnhof Halensee), südlich der Anlage zwischen Autobahn (einschließlich) und westlich der Auguste-Victoria-Straße liegt der Ortsteil Schmargendorf und nach Südost (Friedrichsruher und östlich der Auguste-Victoria-Straße) Grunewald. Der Brunnen ist im Eigentum des Landes Berlin. |
| Grune    | 018          | Humboldtstraße 13 Lage Bismarckallee                                  | Garvens dreiteilige Säule                                              | 10–15 m          | Der aus drei Teilen zusammengeschraubte Straßenbrunnen (OSM fehlt) steht in der Humboldtstraße in Berlin-Grunewald vor einer dreigeschossigen Stadtvilla, 70 Meter südlich vom Gillweg. Die drei Teile des Pumpengehäuses sind ein unterer achteckiger Brunnenständer (ähnlich der Krausepumpen) mit Grundplatte und innen für das Kolbengestänge bereitet. Darauf sitzt das angeschraubte Mittelteil mit zwei Ringprofilen an dessen unteren der Wasseraustritt mit Formkopf an einem Ansatzstück. Am oberen Gehäuseteil mit dem gleich verzierten Ansatz aber größerem Durchmesser sitzt eine Auslegung für den Drehbolzen des Schwengels und ein Öler für die Schwengelachse. Der obere Abschluss ist flach, da fehlt (wohl hier) der Originalaufsatz. Das Ziermuster um das runde Gehäuse wiederholt sich achtmal am Umfang und ähnelt einem Blendbogen. Der Abfluss von Pumpwasser erfolgt vom rechteckigen Tränkstein mit einer Rinne am Rand zum Bordstein. Zum Aufstellungsjahr liegt keine Angabe vor. Der Brunnen ist im Eigentum des Landes Berlin. |
| Charl    | 018          | Schustehrusstraße 11 Lage Richard-Wagner-Straße                       | Typ Charlottenburg Lauchhammer                                         | 02–2,5 m         | Der Brunnen (OSM-ID: 3312400191) steht am südlichen Fahrbahnrand der Schustehrusstraße 25 Meter westlich der Wilmersdorfer Straße (vor dem Eckhaus). Weiter nach Westen steht die Luisenkirche auf dem runden Gierkeplatz. Ein fast quadratischer Bordstein mit einer ovalen Tränkmulde mit kleiner Ausflussrinne befindet sich zwischen Brunnenfuß und Fahrbahn. Entsprechend einer Aufnahme aus den 1970er Jahren stand der Brunnen noch etwas weiter vom Keramikmuseum entfernt. Der vorher vorhandene Tränkebordstein wurde ersetzt. Der Brunnen ist im Eigentum des Landes Berlin. |
| Grune    | 019          | Paulsborner Straße Spielplatz Lage Bismarckallee                      | Krause (27)                                                            | 10–15 m          | Der Straßenbrunnen 19 (OSM-ID: 919876236) steht am Westende der Paulsborner Straße am Nordrand des Spielplatzes. Anzumerken ist, dass die Pumpe mit ihrer Grundplatte auf einem 10 cm hohen Sockel mit dem Brunnenkopf verbunden ist. Mit Kantensteinen ist dieser umgeben und der Tränkstein mit Rechteckmulde liegt mit seiner Rinne über dem Bordstein. Am gusseisernen Sockel des Pumpengehäuses ist zum Abfluss hin eine erhabene 27 eingegossen. Gegenüber vom Brunnen mündet die Humboldtstraße, der Spielplatz liegt südöstlich zur Warmbrunner Straße. Der Brunnen ist im Eigentum des Landes Berlin. |
| CharN    | 019          | Gloedenpfad 7 Lage Paul-Hertz-Siedlung                                | FSH-L                                                                  | 03–4 m           | Der Brunnen (OSM-ID: 7402515128) steht an der Nordseite vor der Stirnseite des fünfgeschossigen Wohnblocks Gloedenpfad 7 / Heckerdamm 217. Der Ständer ist grün lackiert und steht auf einem Pflastermosaik im kleingepflasterten Randstreifen des Gehwegs. Die Nutzung ist mit dem Hinweisschild „Kein Trinkwasser“ markiert. Eine vormalig hier stehende Rümmler-Pumpe wurde 2020 abgebaut und durch eine FSH-L-Pumpe ersetzt. Unter dem Wasserauslass befindet sich nun ein runder Wasserablauf. Nach Westen ist der Reichweindamm 70 Meter entfernt, über diesen hinweg befindet sich das Grundstück der Helmuth-James-von-Moltke-Schule (Heckerdamm 221). Die nach Osten anschließende Wendkehre/Parkplatz kürzt die Straße wegen der folgenden KGA Heimat. 450 Meter südlich liegt der Westhafenkanal. |
| Grune    | 020          | Joseph-Joachim-Platz Lage Hagenplatz                                  | Borsig Sechskantsäule                                                  | 07–10 m          | Der Brunnen vom Modell Borsig (OSM-ID: 1433700661) steht nördlich am Joseph-Joachim-Platz vor dem Haus Hubertusstraße 73 und (damit) 50 Meter nördlich der auf den Platz mündenden Lassenstraße. Das Grundstück des Platzes selber trägt die Nummer 75. Der Borsigbrunnen hat eine spitze Pyramide als oberen Abschluss. Auf dieser Bohrung stand wenigstens im Juli 2008 noch eine Schliephackepumpe, diese wurde dann in den 2010er Jahren ersetzt und beim Aufbau wurde der runde Straßeneinlass (mit direkter Zuführung zur Straßenentwässerung) eingesetzt. |
| Charl    | 020          | Schustehrusstraße 36 Lage Schloßstraße                                | Wolf einteilige Säule                                                  | 03–4 m           | Der Brunnen (OSM fehlt) steht an der südlichen Fahrbahn der Schustehrusstraße 10 Meter vom Eingang zum Schustehruspark gegenüber der Nithackstraße. Die ovale Tränkmulde befindet sich im geschwungenen Teil des Bordsteins mit einer Rinne zum Straßengerinne der zur Straßenkante gerade abschließt. Dieser Muldenbordstein befindet sich bereits an der Schliephacke, die noch 2008 diese Grundwasserbohrung nutzbar machte. Der Brunnen ist im Eigentum des Landes Berlin. |
| Charl    | 021          | Schloßstraße 3 Lage Klausenerplatz                                    | Lauchhammer Typ I                                                      | 03–4 m           | Der Brunnen (OSM-ID: 4061458202) steht an der westlichen Fahrbahn der Schloßstraße 20 Meter östlich von der Stirnseite Haus Neufertstraße 2. Der Wasseraustritt endet oberhalb eines Tränksteins, dessen Abfluss über das Kleinpflaster zum Bordstein erfolgt. Der Standort befindet sich zwischen zwei Bäumen der Baumreihe auf der gepflasterten Gehwegecke. Der Brunnen ist im Eigentum des Landes Berlin. |
| Grune    | 021          | Waldmeister Straße 8 Lage Hundekehle                                  | Schliephacke                                                           | 10–15 m          | Der Brunnen steht auf dem Mosaikpflaster, das noch mit dem gesamten Straßenland zu Grunewald gehört, die Grundstücke liegen aber in Schmargendorf. Der Brunnen ist im Eigentum des Landes Berlin. |
| Charl    | 022          | Klausenerplatz ggü. 20 Lage Klausenerplatz                            | Lauchhammer Typ I                                                      | 03–4 m           | Der Straßenbrunnen (OSM-ID: 918358392) steht an der Westseite des Klausenerplatzes, dem Marktplatz. Durch den Fisch als Wasserauslauf ist dieser Brunnen mit seinen Verzierungen als Lauchhammer-Typ I gekennzeichnet. Der obere Gehäuseabschluss war zeitweise durch einen glatten Kegel mit einer (Pickel-)Spitze ersetzt. Unter dem Auslauf liegt ein Tränkstein. Am Brunnen befindet sich an der Schwengelseite das Piktogramm-Schild mit dem Trinkwasserverbot, die Auslaufmündung liegt 90° nach links zur Fahrbahn. Der Standort liegt in der zentralen West-/Ost-Achse des Schmuckplatzes. Dieser Brunnen war Vorlage einer Briefmarke der Bundespost von 1983. Der Brunnen ist im Eigentum des Landes Berlin. |
| Grune    | 022          | Richard-Strauss-Straße 12 Lage Hagenplatz                             | Borsig Sechskantsäule                                                  | 07–10 m          | Der Brunnen (OSM-ID: 1433700662) steht vor der Seniorenresidenz an der Kreuzung Richard-Strauss-Straße / Lassenstraße. Der Standort befindet sich am Eingang von der Richard-Strauss-Straße an deren Ostseite. Bei dem Bildaufnahmedatum im Juni 2008 stand hier noch eine der verzierten Säulen der Charlottenburger Form mit Abfluss über das Kleinpflaster am Gehwegerand. Der Brunnen ist im Eigentum des Landes Berlin. |
| Charl    | 023          | Klausenerplatz ggü. 1 Lage Klausenerplatz                             | Lauchhammer Typ I                                                      | 03–4 m           | Der Brunnen (OSM-ID: 918358012) steht am Ostrand des Klausenerplatzes südlich vom Spandauer Damm. Möglicherweise gehört der Typ-I-Brunnen zu jenen, die noch am ersten Standort der Aufstellung um 1897 stehen. Der Brunnen ist durch zwei Poller gegen das Anfahren mit Kfz gesichert. Der Brunnenstandort befindet sich am Gehweg vor einem Formsteinstreifen. Der Wasseraustritt endet über einem rechteckigen Rost in der Form eines Rinnsteinabflusses. Als jüngere Änderung ist der vor dem Brunnen angebrachte Straßeneinlass (Ende der 2010er Jahre) zu sehen. Der Brunnen ist im Eigentum des Landes Berlin. |
| Grune    | 023          | Herthastraße neben 10 Lage Bismarckallee                              | Garvens dreiteilige Säule Zum Aufstellungsjahr liegt keine Angabe vor. | 10–15 m          | Der Brunnen (OSM fehlt) steht vor dem Grundstück Herthastraße an der Nordseite des Fahrbahnrandes 40 Meter östlich der Bismarckallee an deren Eckgrundstück 16b. An der gegenüberliegenden Straßenseite befindet sich die Residenz des Botschafters von Kuwait. Der Brunnen stand bereits vor den 2000er Jahren. Der Abfluss aus dem als Tierkopfsymbol gestalteten Austritt gelangt auf das Kleinpflaster und über den Bordstein zur Regenentwässerung. Der Brunnen ist im Eigentum des Landes Berlin. |
| Charl    | 024          | Sophie-Charlotten-Straße 21 Lage Klausenerplatz                       | Krause                                                                 | 04–7 m           | Der Brunnen (OSM fehlt) steht vor dem Büro- und Gewerbehaus Nummer 21 an der westlichen Straßenseite am Gehwegrand. Noch 2008 befand sich hier eine einfache einteilige Säule an diesem Standort. Die Lage des Brunnenkopfs blieb dabei unverändert auf dem Kleinpflaster benachbart zu einem Straßenbaum. Diese Fläche am Gehweg liegt zwischen den Parkplatzbuchten. Der Wasserablauf erfolgt ohne gesonderten Straßeneinlass über das Kleinpflaster und den Bordstein. Der Brunnen ist im Eigentum des Landes Berlin. |
| Grune    | 024          | Trabener Straße 32 Lage Bismarckallee                                 | Krause                                                                 | 15–20 m          | Der Brunnen (OSM-ID: 1833509164) steht an der südöstlichen Straßenseite 25 Meter südlich der Wissmannstraße und nahezu gegenüber der Mündung der Hilde-Ephraim-Straße. Der Standort befindet sich am Randstreifen des Gehwegs. Auf der Entfernung von 210 Metern zum Ufer des Königssees verringert sich der Flurabstand auf vier Meter. Der Brunnen ist im Eigentum des Landes Berlin. |
| Grune    | 025          | Koenigsallee 52 Lage Hundekehle                                       | Krause                                                                 | 10–15 m          | Der Brunnen (OSM-ID: fehlt) steht in der Koenigsallee am südlichen Fahrbahnrand und 20 Meter westlich der Hagenstraße. Zum Dianasee sind es 200 Meter nach Norden und zum Hundekehlesee 350 Meter nach Westen. Der Brunnen ist im Eigentum des Landes Berlin. |
| Charl    | 025          | Pulsstraße Lage Schloßgarten                                          | Krause                                                                 | 03–4 m           | Der Brunnen (OSM-ID: 918358061) steht an der Nordseite nahe der Bushaltestelle der Pulsstraße Ecke Sophie-Charlottenstraße. Er befindet sich südlich der Grünfläche, die sich an letzterer entlang zieht. Bis um 2010 stand hier eine Pumpe vom Lauchhammertyp I, die allerdings im Juni 2008 schon stark beschädigt war. Innerhalb der Gehwegrundung mit Platten stand jene auf einem gepflasterten Karree, die einteilige Säule wurde stattdessen ab dieser Stelle aufgestellt. Mit dem Ablauf in einen rechteckigen Muldenstein geht dieser weiter über den Bordstein. 2024 steht hier eine Pumpe vom Typ Krause. Der Brunnen ist im Eigentum des Landes Berlin. |
| Charl    | 026          | Knobelsdorffstraße 53 Lage Schloßstraße                               | Pankow Schild GP                                                       | 04–7 m           | Der Brunnen steht an der Südostecke von Knobelsdorff- und Sophie-Charlotten-Straße. Er steht am Straßenrand der Knobelsdorffstraße vor der Stirnwand des nach Süden stehenden Wohnhauses auf der gepflasterten Bürgersteigfläche. Der Brunnen ist im Eigentum des Landes Berlin. |
| Schma    | 026          | Friedrichshaller Straße ggü. 20 Lage Breite Straße                    | FSH-L dreiteilige Säule                                                | 10–15 m          | Der Brunnen (OSM-ID: 1289561213) steht am Westen der Friedrichshaller Straße auf dem Eckplatz mit der Berkaer Straße. Der aus drei verschraubten Rohren bestehende Brunnenkörper besitzt eine kurze Erweiterung, die das Ansatzstück für das Austrittsrohr trägt. Unter diesem liegt im Gehwegrandstreifen der runde Straßeneinlass. Der Straßenlauf der Friedrichshaller Straße ist nach Süden unterbrochen, sodass nördlich der Kreuzung Berkaer Straße und Breite/Hundekehlestraße ein Stadtplatz entstand, auf dem der Brunnen zur Stirnseite des Eckhauses Berkaer Straße 1 steht. Der Brunnen ist im Eigentum des Landes Berlin. |
| Wilmd    | 027          | Sodener Straße 3 Lage Schlangenbader Straße                           | Krause                                                                 | 10–15 m          | Der Brunnen steht mit dem Sockel auf dem Pflasterstreifen des westlichen Bürgersteigs der Sodener Straße 50 Meter zur Straßenecke. Der Hauseingang 6 (Zeile 2–20:erbaut Mitte der 1930er Jahre) liegt gegenüber, das Wohnhaus 3 (um 1960) ist 20 Meter in Richtung der spitzwinklig liegenden Dillenburger Straße zurückgesetzt. Unter dem Austritt ist die Muldenplatte eingelegt mit der Rinne zum Bürgersteig, der Schwengel steht quer und parallel zum Bordstein. Der Brunnen ist im Eigentum des Landes Berlin. |
| Charl    | 028          | Seelingstraße 22 Lage Klausenerplatz                                  | Lauchhammer Typ I                                                      | 03–4 m           | In der Seelingstraße an der Nordseite zwischen Danckelmann- und Nehringstraße steht der 1978 bei der Firma Winkelhoff restaurierte Brunnen. Er steht auf dem vorspringenden Bürgersteig am Übergang zwischen Haus 22 zu 19/21, wodurch die Parkstreifen (längs zur Fahrtrichtung) unterbrochen sind. Die Verengung der Fahrbahn wurde um 1990 zur Verkehrsberuhigung angelegt. Der Schwengel ist zur Fahrbahn gerichtet. Unter dem Austrittsrohr (Fischkopf) liegt eine Charlottenburger Platte (ohne Auffangmulde) in Richtung an der westlichen Parktasche. Im Straßenkarree zur Knobelsdorffstraße hinter der südlichen Häuserzeile der Seelingstraße befindet sich die Nehring-Grundschule und vormals die Peter-Jordan-Schule mit Zugang von der Nehringstraße zwischen den Sporthallen. (Nehringstraße 9 Der Brunnen ist im Eigentum des Landes Berlin. |
| Wilmd    | 028          | Rüdesheimer Platz 7 Lage Rüdesheimer Platz                            | Krause (27)                                                            | 07–10 m          | Der Straßenbrunnen (OSM-ID: 725621500) steht an der Südseite vom Rüdesheimer Platz gegenüber von Haus 7. Der Brunnen mit dem runden, halboffenen Ablaufrost steht auf dem gepflasterten Rechteck am Gehweg, der den Platz umgibt. Schwengel und Auslaufrohr liegen sich gegenüber und parallel zur Fahrbahn. Auf der quadratischen Grundplatte ist der untere achteckige Sockel mit einer erhabenen 27 unter dem Rohr versehen. Der Standort liegt 20 Meter von der Südostecke der Rüdesheimer Straße, 50 Meter zum nächstgelegenen U-Bahneingang. Der Brunnen ist im Eigentum des Landes Berlin. |
| Charl    | 029          | Schloßstraße 51 Lage Schloßstraße                                     | Lauchhammer Typ I                                                      | 03–4 m           | Der Brunnen (OSM-ID: 1194782052) steht am Gehwegrand der östlichen Fahrbahn der Schloßstraße in der Baumreihe, 50 Meter südlich vom Otto-Grüneberg-Weg. Das Gebäude hinter dem Brunnen ist als Mietshaus in der Denkmalliste aufgenommen. Der Brunnen ist im Eigentum des Landes Berlin. |
| Wilmd    | 029          | Heidelberger Platz 1 Lage Binger Straße                               | FSH-L dreiteilige Säule                                                | 10–15 m          | Der Brunnen (OSM-ID: 1602177140) besteht aus der Säule mit drei verschraubten Rohren. Der Wasseraustritt ist unten an der langen Erweiterungshülse mit einem Ansatz angeschraubt. Vor der Pumpe befindet sich ein rechteckiger Tränkstein mit ovaler Mulde. Der Standort befindet sich am südlichen Gehweg in Höhe des Wendehammers vom Straßenlauf Heidelberger Platz. Die Aufnahme des Brunnens bei OSM erfolgte im Januar 2012. Der Brunnen ist im Eigentum des Landes Berlin. |
| CharN    | 030          | Halemweg 11 Lage Jungfernheide                                        | Borsig Sechskantsäule                                                  | 03–4 m           | Der Brunnen, ein Modell Borsig mit einer spitzen Pyramide als oberer Abschluss, steht südlich am U-Bahnhof Halemweg. Am Brunnenkörper ist kein Bezirkswappen vorhanden. Zum parallel zur Fahrbahn stehenden Brunnen gehört der runde Straßeneinlass unter dem Wasseraustritt. Im November 2009 und auch im Oktober 2010 stand die Borsig noch nicht an dieser Stelle. |
| Schma    | 030          | Reinerzstraße Lage Flinsberger Platz                                  | Krause-Sonderform Krause-Unterteil mit Wolf-Oberteil                   | 10–15 m          | Der Brunnen (OSM-ID: 919876248) steht auf der Eckfläche zwischen Franzensbader und Reinerzstraße, der Platz wird von dem Eckhaus Franzensbader Straße 15 und Reinerzstraße 39 begrenzt. Auf dem „Ständer“ eines Krausebrunnens, befindet sich entsprechend dessen Form der Wasseraustritt an der Ansatzplatte mit vier Schrauben. Mit zwölf Schrauben wurde darauf das „Oberrohr“ einer Wolfsäule aufgesetzt. Am Handgriff ist ein zylindrischer Lastkörper angebracht, wie diese in Wedding verbreitet sind. Der Bogen am Austrittsrohr ist jedoch abgebrochen. Mit dem Standort auf dem gepflasterten Gehwegrand erfolgt der Wasserablauf über diesen und den Bordstein. Anzumerken ist, dass die Nordseite der Reinerzstraße zu Grunewald gehört. Der Brunnen ist im Eigentum des Landes Berlin. |
| Charl    | 031          | Holtzendorffstraße 20 Lage Amtsgerichtsplatz                          | Lauchhammer Typ I                                                      | 03–4 m           | Der Brunnen (OSM-ID: 822836807) steht gegenüber vom Amtsgerichtsplatz an der östlichen Straßenseite, 15 Meter südlich der Kantstraße. Der Standort liegt neben der gepflasterten Fläche zwischen Gehwegplatten mit einem Tränkstein mit runder Mulde und Abflussrinne in der Bordsteinkante. Der Brunnen ist im Eigentum des Landes Berlin. |
| Charl    | 032          | Pestalozzistraße 58 Lage Amtsgerichtsplatz                            | Lauchhammer Typ I                                                      | 04–7 m           | Der Brunnen (OSM-ID: 705853527) steht an der Straßensüdseite östlich der Windscheidstraße. Der Standort befindet sich auf dem gepflasterten Randstreifen, in den der Tränkstein mit Zu- und Abflussrinne in der Bordsteinkante eingefügt ist. Der Brunnen ist im Eigentum des Landes Berlin. |
| Wilmd    | 032          | Landhausstraße 25 Lage Nikolsburger Platz                             | Borsig Sechskantsäule                                                  | 04–7 m           | Der Straßenbrunnen 32 (OSM-ID: 886389691) steht in der Landhausstraße vor dem Wohnhaus 25, dem Eckhaus an der Berliner Straße. Der Standort liegt an der östlichen Straßenseite, südlich der Schwedischen Kirche (Hausnummer 27/28). Eine Abwandlung an dieser neueren Form der prismatischen Säule ist die oben aufgesetzte spitze sechsseitige Pyramide. Das Ablaufrohr ist zur Fahrbahn gerichtet und rechts vom Handschwengel angebracht. Das rechteckige Auffangbecken (Tränkstein mit Rechteckbecken) führt Pumpenwasser zur Fahrbahn in das Regengerinne. Pumpe und Auffangmulde befinden sich im Randstreifen des Gehwegs (Bürgersteig). Der Standort liegt 50 Meter von der Nordostecke mit der Berliner Straße. |
| Charl    | 033          | Fritschestraße Lage Amtsgerichtsplatz                                 | Schliephacke                                                           | 03–4 m           | Der Brunnen (OSM-ID: 705853538) steht an der Südost-Ecke von Pestalozzistraße vor dem Günter-Schwannecke-Spielplatz an der Ostseite der Fritschestraße. Der Standort befindet sich in einem Pflasterkarree des Gehwegrandstreifens. Der Wasserablauf gelangt auf eine „Charlottenburger Platte“, die am Bordstein liegt. Der Brunnen ist im Eigentum des Landes Berlin. |
| Wilmd    | 033          | Nikolsburger Straße ggü. 2 Lage Nikolsburger Platz                    | FSH-L dreiteilige Säule                                                | 03–4 m           | Der Brunnen (OSM-ID: 1256785840) des Models FSH-L besitzt eine lange Erweiterung für den Wasseraustritt. Am Gehwegrandstreifen liegt die rechteckige Mulde parallel zur Fahrbahn und der Ablauf erfolgt dadurch über das Kleinpflaster und den Bordstein. Der Standort liegt an der Straßenostseite 60 Meter südlich vom Hohenzollerndamm und südlich der Kirche am Hohenzollernplatz gegenüber dem ehemaligen Jugendgästehaus. Der Nikolsburger Platz ist weitere 100 Meter südlich, hier steht die Cecilien-Schule. Der Brunnen ist im Eigentum des Landes Berlin. |
| Weste    | 034          | Tannenbergallee Lage Kranzallee                                       | Schliephacke                                                           | 20–30 m          | Der Brunnen (OSM-ID: 718143868) an der Nordseite der Tannenbergallee an deren Erweiterung vor der Johannisburger Allee. Der Gehweg am Eckgrundstück Tannenbergallee 3 besitzt einen krautigen Randstreifen und gepflasterten Wegstreifen. Unter dem Wasseraustritt liegt eine Charlottenburger Platte. |
| Wilmd    | 034          | Mannheimer Straße 22 Lage Rathaus Wilmersdorf                         | Krause                                                                 | 07–10 m          | Der Brunnen steht 40 Meter südlich der Wilhelmsaue vor der Finkenkrug-Schule. Zum Ufer des Fennsees sind es vom Brunnenstandort 100 Meter. Für den Abfluss liegt eine Platte mit Rechteckmulde vor dem Brunnen, dessen Schwengel parallel zum Straßenlauf angebracht ist. Eine Rümmlerpumpe an diesem Standort wurde ersetzt, sodass 2020 hier ein Krausebrunnen stand. Der Brunnen ist im Eigentum des Landes Berlin. |
| Wilmd    | 035          | Eisenzahnstraße (Katarina-Heinroth-Grundschule) Lage Eisenzahnstraße  | Wolf einteilige Säule mit Rohransatz                                   | 04–7 m           | Die Pumpe (OSM-ID: 1895334638) steht auf der Westseite der Eisenzahnstraße vor dem Zugang zum Sportplatz der Katarina-Heinroth-Grundschule. Das Kolbensystem ist von einem dicken Zylinderrohr umgeben. Der Wasseraustritt ist am unteren Teil aufgeschraubt. Das Rohr ist oben mit einem aufgeschraubten Deckel verschlossen, darunter ist der Ansatz für den Handschwengel angeschweißt. Am Handgriff des Schwengels befindet sich als Schwerekörper eine Kugel, am Rohr ist ein Dämpfungselement aufgeschraubt. Das Pumpwasser fällt in einen runden Tränkstein, der über das Kleinpflaster in den Rinnstein entwässert. |
| Charl    | 035          | Pestalozzistraße 30 Lage Karl-August-Platz                            | Lauchhammer Typ I                                                      | 04–7 m           | Die historische Wasserpumpe (OSM-ID: 713934251) in der Pestalozzistraße vor dem Eingang zum Kaufhaus Karstadt steht auf einer Mosaikpflaster-Erweiterung. Das Auslaufrohr, als Fisch gestaltet, liegt zur Fahrbahn und entwässert in einen ovalen Tränkstein mit Abflussrinne zum Bordstein auf den Straßenasphalt. Auf der Rückseite ist das Wappen von Charlottenburg eingegossen. Schwengel und Pumpenauslauf sind rechtwinklig zueinander gesetzt. Der Brunnen ist im Eigentum des Landes Berlin. |
| Halen    | 036          | Georg-Wilhelm-Straße 16 Lage Halensee                                 | Borsig Sechskantsäule                                                  | 03–4 m           | Der Straßenbrunnen 36 in der Georg-Wilhelm-Straße (OSM-ID: 967206107) ist vom gleichen Typ wie der in der Schaperstraße. Das Ablaufrohr ist links vom Handschwengel angebracht. Eine Abwandlung an dieser prismatischen Säule ist die oben aufgesetzte spitze sechsseitige Pyramide. Diese neue Pumpe ersetzte die vorher hier stehende einteilige Säule, wobei der runde Auffangstein ebenfalls ersetzt wurde. Über dessen Rinne zur Fahrbahn hin entwässert die Pumpe in den Bordstein. Pumpe und Auffangmulde befinden sich in einem Pflasterquadrat am Randstreifen des Gehwegs (Bürgersteig). Der Brunnen ist im Eigentum des Landes Berlin. |
| Charl    | 036          | Schillerstraße 45 Lage Karl-August-Platz                              | Schliephacke                                                           | 03–4 m           | Die Wasserpumpe Nr. 36 (OSM-ID: 715911588) steht auf dem Verbundstein-Randstreifen des Bürgersteigs vor dem Grundstück 45, das für einen Neubau vorbereitet wird. Sie besitzt keinen Tränkstein, sondern entwässert über das Pflaster in den Rinnstein. Die Auslaufmündung liegt 90° nach rechts zur Fahrbahn gerichtet. Der Brunnenkörper ist grün gestrichen, während die Anbauteile für Pumpenschwengel und Wasserablauf blau sind. |
| Charl    | 037          | Weimarer Straße 18 Lage Karl-August-Platz                             | Wolf einteilige Säule mit Rohransatz                                   | 03–4 m           | Die Pumpe (OSM-ID: 1291369259) steht auf der Westseite der Weimarer Straße vor dem Haus Nr. 18 auf einem Pflasterviereck aus größeren Mosaikpflaster. Das Kolbensystem ist von einem dicken Zylinderrohr umgeben. Der Wasseraustritt ist am unteren Teil aufgeschraubt. Das Rohr ist oben mit einem aufgeschraubten Deckel verschlossen, darunter ist der Ansatz für den Handschwengel angeschweißt. Am Handgriff des Schwengels befindet sich als Schwerekörper eine Kugel, am Rohr ist ein Dämpfungselement aufgeschraubt. Die Pumpe entwässert ohne Tränkstein über das Kleinpflaster in den Rinnstein. Der Brunnen ist im Eigentum des Landes Berlin. |
| Wilmd    | 037          | Am Volkspark ggü. 59 Lage Hildegardstraße                             | Neue Krause (alt) zusammengefügte Säule                                | 04–7 m           | Der Brunnen (OSM-ID: 1763030500) steht mit seiner rechteckigen Muldenplatte für den Ablauf auf einem gepflasterten Karree auf der nördlichen Straßenseite vor dem Grünrand des Volksparks Wilmersdorf. In diesem Abschnitt ist auf dem Streifen das Parken quer zur Fahrtrichtung erlaubt, so dass auch die Fläche an der Brunnensäule genutzt wird. Die Wohnhäuser an der Südseite 55–71 (ungerade) sind hier zurückgesetzt und der Brunnen steht gegenüber der östlichen Treppe. Der Brunnenkörper ist dem Modell „Neue Krause“ ähnlich, allerdings sind Ober- und dickeres Unterrohr nicht verschraubt, sondern miteinander fest verbunden. Am Wasseraustritt ist das Sockelrohr viermal mit dem unteren (dicken) Zylinderteil verschraubt. Der Brunnen fördert aktiv und zügig Wasser. Der Brunnen ist im Eigentum des Landes Berlin. |
| Charl    | 038          | Schlüterstraße 68 Lage Savignyplatz                                   | Pankow Schild GP                                                       | 03–4 m           | Der Brunnen (OSM-ID: 937209090) mit dem Wappenschild GP steht an der Ostseite der Schlüterstraße innerhalb des als Parkbuchten vorgesehenen Straßenraums. Sie befindet sich zusammen mit dem Tränkstein im Parkbereich quer zur Fahrbahn. Der Abstand zur Pestalozzistraße beträgt 15 Meter. Der Brunnen ist im Eigentum des Landes Berlin. |
| Wilmd    | 038          | Warneckstraße ggü. 10 Lage Rathaus Wilmersdorf                        | Wolf einteilige Säule mit Rohransatz                                   | 07–10 m          | Der Brunnen (OSM-ID: 1589384970) steht am Südostrand der Warneckstraße vor der Kleingartenkolonie Hohenzollerndamm. Die Ecke zur Rudolstädter Straße liegt 20 Meter nach Südwest. Diese Wolf-Säule stand 2008 noch nicht an diesem Ort. Der Brunnen ist im Eigentum des Landes Berlin. |
| Charl    | 039          | Schlüterstraße ggü. 75 Lage Savignyplatz                              | Lauchhammer Typ I                                                      | 03–4 m           | Der Brunnen (OSM-ID: 946239611) steht am westlichen Straßenrand an der Ecke der Goethestraße. Neben einer Baumscheibe mit dem Brunnen auf der Pflasterfläche erfolgt der Wasserablauf auf einen Tränkstein, der eine Überlaufrinne zur Straße besitzt. |
| Schma    | 039          | Salzbrunner Straße neben 21 Lage Flinsberger Platz                    | Schliephacke                                                           | 10–15 m          | Vor der Freifläche der Ecke Salzbrunner/Charlottenbrunner Straße steht der Straßenbrunnen 25 Meter in die Salzbrunner Straße am westlichen Bürgersteig, in Höhe gegenüber von Hauseingang 24. Die um 1963 erbaute viergeschossige Wohnhausumbauung steht für die Aufstellung der auch Rümmlerpumpe genannten Zapfstelle um 1965. Der Brunnen auf dem gepflasterten Rand ist mit Austritt und der dem Ablauf dienenden Muldenplatte zum Bordstein gerichtet, der Schwengel quer im Lauf des Bürgersteigs. Ein Trinkwasser-Hinweis fehlt (2018). Das Martin-Luther-Krankenhaus ist 300 Meter fußläufig entfernt, gleich weit nach Süden das Evangelische Gymnasium zum Grauen Kloster. Der Brunnen ist im Eigentum des Landes Berlin. |
| Charl    | 040          | Schillerstraße 120 Lage Savignyplatz                                  | Borsig ersetzt: zuvor Schliephacke (festgestellt April 2021)           | 03–4 m           | Der Brunnen (OSM-ID: 712701215) steht am Rand der Parkplatzfläche an der Südseite der Schillerstraße. Der Tränkstein liegt mit der gewölbten Seite des Bordsteins zur Straßenseite. Im Gebäude hinter dem Standort befindet sich das OSZ Körperpflege. Der Brunnen ist im Eigentum des Landes Berlin. |
| Schma    | 040          | Bernadottestraße 34 Lage Messelpark                                   | Borsig Sechskantsäule                                                  | 15–25 m          | Der Brunnen (OSM-ID: 3376539119) steht an der Bernadottestraße an der Nordostseite 20 Meter von der Heydenstraße entfernt. Die in den 2010er Jahren neu gesetzte Borsig-Säule ersetzt eine vorher hier stehende Schliephacke. Gleichzeitig wurde die rechteckige Muldenplatte durch den – in jüngerer Zeit berlinweit genutzten – runden Straßeneinlass ersetzt, wodurch die Entwässerung in die Straßenleitung und nicht mehr ins Straßengerinne erfolgt. Der Brunnen ist im Eigentum des Landes Berlin. |
| Weste    | 041          | Bredtschneiderstraße 11a Lage Königin-Elisabeth-Straße                | FSH-L dreiteilige Säule                                                | 20–30 m          | Der Brunnen (OSM-ID: 1200964512) steht an der Nordseite am Übergang von Hausnummer 11a zur zurückgesetzten 12/12a. Der Standort ist ein Pflasterkarree am breiten Gehweg, wobei die rechteckige Mulde im Tränkstein seitwärts vom Ständer liegt. Die mit drei Teilen verschraubte Säule hat am Wasseraustrittsteil eine lange Erweiterung. Die Soorstraße kreuzt 20 Meter weiter westlich. |
| Wilmd    | 041          | Zähringerstraße 22 Lage Preußenpark                                   | Wolf einteilige Säule mit Rohransatz                                   | 03–4 m           | Der Brunnen (OSM-ID: 1876548202) steht an der Nordseite der Zähringerstraße, 20 Meter östlich der Brandenburgischen Straße. Der Form nach ist diese einteilige Säule eine Wolf 2, die sich dadurch auszeichnet, dass das runde Ansatzstück für den Wasseraustritt fest am Zylinder angebracht ist. Das Rohr selbst ist dann mit vier Schrauben auswechselbar angebracht. Der Auslauf fällt auf eine Charlottenburger Platte, der Wasseraustritt liegt parallel zur Fahrbahn, gegenüber vom Schwengel. Der Brunnen ist im Eigentum des Landes Berlin. |
| Charl    | 042          | Hardenbergstraße 36 Lage Ernst-Reuter-Platz                           | Wolf einteilige Säule                                                  | 03–4 m           | Der Brunnenkörper (OSM-ID: 1825676994) befindet sich in der Hardenbergstraße in der Baumreihe etwas vom Fahrbahnrand entfernt. Der Abfluss erfolgt auf eine gesondert gepflasterte flache Rinne zum Straßengerinne. Die Pumpe vom Typ Wolf besitzt am Wasseraustrittsrohr fixiert einen runden Teller, mit dem sie am Ständer angeschraubt ist. Der Schwengel hat einen rautenförmigen Schwerekörper. Das dahinter liegende Gelände gehört zur TU Berlin. Insbesondere ist hier der Eingang zum Eugen-Paul-Wigner-Gebäude (ehemals Physik-Neubau) Der Brunnen ist im Eigentum des Landes Berlin. |
| Wilmd    | 042          | Ludwig-Barnay-Platz 1*2 Lage Rüdesheimer Platz                        | Borsig Sechskantsäule                                                  | 10–15 m          | Der Brunnen besitzt oberhalb vom Austrittsrohr das Bezirkswappen und die spitze Pyramide als Säulenabschluss. Der Standort befindet sich auf einem Pflasterkarree des ansonsten unbefestigten Gehwegs am nördlichen Rand des (Spiel-)Platzes. An gleicher Stelle befand sich noch 2008 eine Säule der älteren Form einer „Neue Krause“ mit Kugel am Schwengelhandgriff und dem Austrittsrohr zur Straße gerichtet. Der Austausch erfolgte 2016. Da die neue Borsigsäule mit Schwengel und Austritt parallel zum Bordstein steht wurde beim Austausch die Muldenplatte für den Auffang des Wassers am Brunnenfuß versetzt. Der Hinweis auf Kein Trinkwasser befindet sich an der Austrittseite am oberen Flansch. Die Bebauung am Laubenheimer Platz erfolgte 1927/1928. Die Umbenennung des Platzes erfolgte 1963, er ist das Zentrum der Künstlerkolonie. Gegenüber vom Brunnen an der Nordseite befindet sich zwischen Haus 1 und 2 der Durchgang zum Innenhof. Der Brunnen ist im Eigentum des Landes Berlin. |
| Charl    | 043          | Savignyplatz Lage Savignyplatz                                        | Borsig Sechskantsäule                                                  | 03–4 m           | Der Brunnen (OSM-ID: 1187333090) steht am Savignyplatz südlich der Kantstraße auf dem Fußgängerbereich vor dem Bahnbogen mit Restaurant zwischen den Brücken an der Knesebeck- und Grolmannstraße. Bis in die 2010er Jahre befand sich am gleichen Standort eine Schliephacke die durch die für das Stadtbild attraktivere Borsigsäule ersetzt wurde. Beim Austausch der Brunnenkörper wurde auch die gepflasterte Abflussrinne im Kleinpflasterkarree durch einen runden Straßeneinlauf ersetzt. Der Brunnen ist im Eigentum des Landes Berlin. |
| Schma    | 043          | Kissinger Straße ggü. 21 Lage Kissinger Straße                        | Neue Krause (alt) zusammengefügte Säule                                | 10–15 m          | Der Brunnen steht am Südrand des Kissinger Platz, das Grundstück ist als 4 bezeichnet. Gegenüber vom Brunnen am Südrand des Straßenlaufs liegt die Lücke zwischen den Wohnhäusern Kissingenstraße 21/Cunostraße 82 und Kissingenstraße 20/Tölzer Straße 9. Der Blockplatz mit fünf Straßeneinmündungen wurde 1891 benannt um 1925 im Rahmen der Errichtung der „Reichsbank-Siedlung Schmargendorf“ gestaltet, wobei der Streifen zwischen Forckenbeck- und Reichenhaller Straße bebaut wurde. Auf der Rasenfläche wachsen alte Einzelbäume. Der Brunnen steht auf einem Pflasterkarree im Baumstreifen am Gehsteig. Die Brunnensäule besteht aus einem dickeren Unterrohr an das der Austritt mit einem Flansch angeschraubt ist. Mittig ist ein dünneres Oberrohr für das Gestänge an einem festgefügten Übergang verbunden. Der Schwengelhaken ist in einer geschwungenen Verkleidung am oberen Brunnenrohr mit dem Kolbengestänge verbunden und als gebogener Arm mit gerader Stange zum Handgriff mit Kugel ausgestaltet. Der Brunnen gibt kein Trinkwasser, worauf ein entsprechendes rundes Blechschild mit Piktogramm verweist. Der Brunnen ist im Eigentum des Landes Berlin. |
| Charl    | 044          | Fasanenstraße 6 Lage Ernst-Reuter-Platz                               | Schliephacke                                                           | 02–2,5 m         | Der Brunnen 44 (OSM-ID: 2714399922) steht in der Fasanenstraße gegenüber der Industrie- und Handelskammer zu Berlin und einem Hotelkomplex. Der Standort liegt am Formsteinstreifen am Fahrbahnrand, der Wasserablauf gelangt auf eine Charlottenburger Platte. Der Brunnen ist im Eigentum des Landes Berlin. |
| Halen    | 044          | Hochmeisterplatz Lage Halensee                                        | Neue Krause (alt) zusammengefügte Säule                                | 04–7 m           | Die Pumpe (OSM-ID: 2042981119) steht auf der Westseite der Cicerostraße zwischen den zwei Zugängen zum Hochmeisterplatz. Das Kolbensystem ist von einem dicken Zylinderrohr umgeben. Der Wasseraustritt ist am unteren Teil aufgeschraubt, knapp darüber verjüngt sich die Säule. Das Rohr ist oben mit einem aufgeschraubten Deckel verschlossen, darunter ist der Ansatz für den Handschwengel angeschweißt. Am Handgriff des Schwengels befindet sich als Schwerekörper eine Kugel, am Rohr ist ein Dämpfungselement aufgeschraubt. Das Pumpwasser fällt in einen rechtwinkligen Tränkstein mit einer Abflussrinne. Ablauf und Pumpe stehen auf Kleinpflaster über den Bordstein läuft das Wasser zur Straße ab. „Kein Trinkwasser“ ist mit zwei Blechbändern an der Pumpensäule zum Schwengel hin angebracht. Diese Pumpenform ähnelt einer vom Typ „Neue Krause“ ist jedoch nicht aus zwei Teilen verschraubt. Der Brunnen ist im Eigentum des Landes Berlin. |
| Charl    | 045          | Hardenbergplatz Lage Breitscheidplatz                                 | Schliephacke                                                           | 7–2–2,5 m        | Die Schliephacke (OSM-ID: 792685847) steht am Hardenbergplatz vor dem Gelände des Zoologischen Gartens, der bereits im Bezirk Mitte, Ortsteil Tiergarten liegt. Der Standort neben dem U-Bahn-Ausgang in der Baumreihe neben der östlicheren Fahrbahn vor Bahnhof Zoo gehört noch zu Charlottenburg. Der Gehwegbereich ist breiter, die Schliephacke steht am Fahrbahnrand. Der Ablauf gelangt in eine vergrößerte Mulde in einer Granitplatte und besitzt eine breite Rinne, die im Bordstein zu einer schmalen Rinne verjüngt. Der Brunnen ist im Eigentum des Landes Berlin. |
| Schma    | 045          | Egerstraße Lage Flinsberger Platz                                     | Neue Krause (alt) zusammengefügte Säule                                | 15–20 m          | Der Brunnen (OSM-ID: 1881218174) steht am Wendehammer der Egerstraße nordöstlich vom Eckhaus Hohenzollerndamm 86. Die Lage befindet sich am Elsterplatz 30 Meter von der Berkaer Straße. Der Ablauf erfolgt in eine Rechteckmulde über den Bordstein hinweg zur Fahrbahn. Der Brunnen ist im Eigentum des Landes Berlin. |
| Wilmd    | 046          | Eberbacher Straße 31 Lage Binger Straße                               | Neue Krause (alt) Verjüngte Säule                                      | 10–15 m          | Der Straßenbrunnen steht in der Eberbacher Straße vor Haus Nummer 31. Die Eberbacher Straße ist am Westende zur Schlangenbader Straße (entgegen U-Bahnhof Rüdesheimer Platz) zweibahnig mit einem 30 Meter breiten Grünmittelstreifen, in Höhe Brunnen als Spielplatz. Der Standort ist so am südlichen Bürgersteig auf dem Pflasterrand, unter dem Wasseraustritt liegt als Auffang eine Muldenplatte. Die umliegende Wohnbebauung der Heimstätten-Siedlung, Berlin-Wilmersdorf, stammt aus dem Jahre 1926–1927. |
| Charl    | 047          | Rankestraße ggü. 6 Lage Breitscheidplatz                              | Krause                                                                 | 01–2 m           | Der Straßenbrunnen (OSM-ID: 4159299147) in der Rankestraße steht an der Westseite des Los-Angeles-Platzes (Steigenberger Hotel Berlin). Dem Standort gegenüber befindet sich die Techniker Krankenkasse. Der Brunnen steht am Straßenrand vor der dortigen Parkspur. Der Handschwengel befindet sich 90° links vom Auslaufrohr, das über einem Tränkstein mit ovaler Mulde endet. Dieser liegt direkt am Bordstein. Der Brunnen ist im Eigentum des Landes Berlin. |
| Wilmd    | 047          | Güntzelstraße 65 Lage Prager Platz                                    | Wolf einteilige Säule mit Rohransatz                                   | 03–4 m           | Der Straßenbrunnen steht in der Güntzelstraße einige Meter westlich der Jenaer Straße. Der Bürgersteig ist mit Granitplatten belegt, auf dem fahrbahnseitigen Pflasterstreifen steht die (Wolf-)Brunnensäule parallel zur Straße mit einer Bodenplatte mit Rechteckmulde für den Wasserablauf, deren Rinne leitet über das Kleinpflaster zum Straßengerinne. Der Brunnen ist im Eigentum des Landes Berlin. |
| Charl    | 048          | Marburger Straße 15 Lage Breitscheidlatz                              | Krause                                                                 | 03–4 m           | Der Krausebrunnen (OSM-ID: 765928628) steht in der Baumreihe am östlichen Fahrbahnrand. Zum Los-Angeles-Platz sind es 80 Meter zum Tauentzien 100 Meter. Schwengel und Wasseraustritt liegen rechtwinklig zueinander, der Ablauf des Austrittsrohrs endet über einer Charlottenburger Platte. Der Brunnen ist im Eigentum des Landes Berlin. |
| Wilmd    | 048          | Offenbacher Straße ggü. 13 Lage                                       | Neue Krause (alt)                                                      |                  | Der Straßenbrunnen (OSM-ID: 7898016131) steht auf der südwestlichen Seite der Offenbacher Straße, etwa 20 Meter nordwestlich der Einmündung in die Spessartstraße. |
| Charl    | 049          | Uhlandstraße 179 Lage Breitscheidplatz                                | Schliephacke                                                           | 03–4 m           | Die Wasserpumpe Nr. 49 (OSM-ID: 1219857976) steht auf dem Verbundstein-Randstreifen des Bürgersteigs neben der Tiefgaragen-Einfahrt des Hauses 179. Sie besitzt keinen Tränkstein, sondern entwässert über das Pflaster in den Rinnstein. Die Auslaufmündung liegt 90° nach rechts zur Fahrbahn gerichtet. Der Brunnenkörper ist grün gestrichen, während die Anbauteile für Pumpenschwengel und Wasserablauf blau sind. Der Brunnen ist im Eigentum des Landes Berlin. |
| Wilmd    | 049          | Kelheimer Straße 5 Lage                                               | Neue Krause zusammengefügte Säule                                      |                  | Der Straßenbrunnen (OSM-ID: 7885081247) steht auf dem östlichen Gehweg der Kelheimer Straße, einer kurzen Stichstraße nördlich der Geisbergstraße. |
| Charl    | 050          | Meinekestraße 11 Lage Breitscheidplatz                                | Krause                                                                 | 03–4 m           | Der Brunnen (OSM-ID: 2311299520) steht in der Meinekestraße zwischen zwei Pfosten, die als Aufprallschutz wirken. Der Standort befindet sich 20 Meter nördlich der Lietzenburger Straße auf dem Gehwegbereich vor dem Eckhaus Lietzenburger/Meineckestraße, der im weiteren Straßenlauf als Parkfläche quer zur Fahrbahn verwendet ist. Der Wasseraustritt fällt auf eine Charlottenburger Platte. Der Brunnen ist im Eigentum des Landes Berlin. |
| Schma    | 050          | Krampasplatz Lage Breite Straße                                       | Borsig Sechskantsäule                                                  | 15–20 m          | Der Borsig-Brunnen (OSM-ID: 919876225) steht am Westrand vom Krampasplatz vor dem Wohnhaus Krampasplatz 1 und neben Doberaner Straße 4. Am Fahrbahnrand befindet sich eine Pflasterfläche, auf der auch der Straßeneinlass parallel zur Fahrbahn liegt. Das für das Stadtbild attraktivere Design dieses Brunnenkörpers ersetzt seit Beginn der 2010er Jahre eine zuvor hier stehende „dicke Säule“ der Charlottenburger Form. An dieser befand sich der Wasseraustritt quer zum Schwengel noch über einer rechteckigen Mulde zur Fahrbahn hin. |
| Wilmd    | 051          | Babelsberger Straße neben 18 Lage Babelsberger Straße                 | Borsig Sechskantsäule                                                  | 07–10 m          | Die Borsigsäule (OSM-ID: 1841081941) steht an der Westseite der Babelsberger Straße 60 Meter südlich der Waghäuseler Straße gegenüber der KGA „Am Stadtpark I“ und vor dem Sportplatz. Auf der gleichen Straßenseite folgen nach Süden ein Teil der KGA und die Ernst-Habermann- und Kläre-Bloch-Schule. Der Brunnen mit dem runden Straßeneinlass zur Fahrbahn steht auf einer eigenen Pflasterfläche. |
| Charl    | 051          | Bleibtreustraße Ecke Kurfürstendamm Lage George-Grosz-Platz           | Typ Charlottenburg Lauchhammer                                         | 03–4 m           | Die historische Wasserpumpe steht in der Bleibtreustraße Ecke Kurfürstendamm (OSM-ID: 822208646) auf einer Mosaikpflaster-Erweiterung. Das Auslaufrohr als Fisch gestaltet liegt zur Fahrbahn und entwässert in einen ovalen Tränkstein mit Abflussrinne zum Bordstein auf den Straßenasphalt. „Kein Trinkwasser“ wird durch das Piktogramm auf dem runden Blechschild angezeigt. Schwengel und Pumpenauslauf sind rechtwinklig zueinander gesetzt. Der Brunnenkörper ist am Wappen von Charlottenburg als Bestellung durch die Stadt Charlottenburg um 1902 zu erkennen, ein Hinweis auf eine Rekonstruktion (Jahreszahl auf dem Spiegel am Kopf) ist nicht zu erkennen. Der Brunnen ist im Eigentum des Landes Berlin. |
| Charl    | 052          | Leibnizstraße 49 Lage George-Grosz-Platz                              | Borsig Sechskantsäule                                                  | 03–4 m           | Der Straßenbrunnen (OSM-ID: 1171135001) steht am Walter-Benjamin-Platz in die Leibnizstraße hinein, gegenüber der Einmündung Sybelstraße. Die Auslaufeinheit quer zum Schwengel entwässert zur Straßenseite. Der Pumpenstandort liegt am Bordstein auf dem Mosaikpflaster. Der Brunnen ist im Eigentum des Landes Berlin. |
| Wilmd    | 052          | Ermslebener Weg 9 Lage                                                | Schliephacke Rümmler                                                   |                  | Der Brunnen (OSM-ID: 7885081250) steht auf dem östlichen Gehweg des Ermslebener Weg, etwa 70 Meter südlich des Übergangs zur Wallenbergstraße. |
| Charl    | 053          | Leibnizstraße (neben 46) Lage George-Grosz-Platz                      | Lauchhammer Typ I                                                      | 03–4 m           | Die Handpumpe (OSM-ID: 715911635) in der Leibnizstraße steht 15 Meter von Südostecke mit der Mommsenstraße, das dahinter stehende Eckhaus ist als Mommsenstraße 57 (Nachbarhaus Leibnizstraße 46) adressiert. Das Auslaufrohr als Fisch gestaltet, liegt zur Fahrbahn, der Schwengel dazu um 90° nach rechts. Zur Plumpe gehört der Tränkstein mit ovaler Mulde. Der Brunnen ist im Eigentum des Landes Berlin. |
| Grune    | 053          | Menzelstraße ggü. 21 Lage Hagenplatz                                  | Borsig Sechskantsäule                                                  | 15–20 m          | Der Brunnen (OSM-ID: 1433700660) steht an der Westseite vom Leo-Blech-Platz nördlich der Menzelstraße. Der Wasseraustritt zeigt zur Fahrbahn und besitzt auf dem Gehwegrand eine Muldenplatte mit Abflussrinne. Das anliegende Gebäude ist ein Neubau von 2017. |
| Charl    | 054          | Waitzstraße 4 Lage Hindemithplatz                                     | FSH-L                                                                  | 03–4 m           | 20202018 Die Wasserpumpe Nr. 54 (OSM-ID: 892571634) steht vor dem Haus Waitzstraße 4 auf dem Randstreifen mit Kleinpflaster. Die Grundplatte des Brunnens ist mit acht Schrauben am Sockelrohr/Brunnenkopf befestigt. Der Wasserablauf geschieht ohne Tränkstein direkt über das Mosaikpflaster und den Bordstein. Im Jahr 2019 wurde der fast ein halbes Jahrhundert hier stehende (offensichtlich beschädigte) nicht mehr aktiv wasserfördernde Rümmlerständer (Schliephacke-Design) durch einen „FSH-L“-Ständer im Rahmen einer Brunnenreparatur ersetzt. Dessen Austritt ist an einer kurzen Hülse befestigt. Der Brunnen ist im Eigentum des Landes Berlin. |
| Schma    | 054          | Heydenstraße 10 Lage Messelpark                                       | Schliephacke                                                           | 15–20 m          | Die Schliephacke Nummer 54 (OSM-ID: 1629533180) steht auf einer gesonderten Pflasterfläche am Fahrbahnrand der Heydenstraße (Südostseite). Der Ablauf erfolgt in einen rechteckigen Muldenstein seitwärts am Pumpenteil. Der Standort befindet sich vor der Stirnseite von Schellendorffstraße 25a. Schräg gegenüber an der Heydenstraße befindet sich die Städtische Kita zur Rheinbabenallee. |
| Grune    | 055          | Caspar-Theyß-Straße ggü. 2 Lage Bismarckallee                         | Schliephacke                                                           | 10–15 m          | Der Brunnen 55 (OSM-ID: 1536825684) wurde von Wilmersdorf nummeriert. Er steht an der Nordseite der Caspar-Theyß-Straße am Südwesten des Gebäudes vom Umweltbundesamt und gegenüber zum Walther-Rathenau-Gymnasium. Auf dem Gehwegrand in einer gepflasterten Fläche steht der Brunnen mit der rechteckigen Mulde unter dem Wasseraustritt zum Bordstein, die Abflussrinne parallel zur Fahrbahn. |
| Charl    | 055          | Lehniner Platz Lage Droysenstraße                                     | Lauchhammer Typ I                                                      | 10–15 m          | Die Wasserpumpe Charlottenburg Nr. 55 (OSM-ID: 718143895) steht an der Ostecke auf dem Lehniner Platz. Der Lehniner Platz ist als Dreieck am Kurfürstendamm (gegenüber der Schaubühne) von Roscher- und Damaschkestraße begrenzt. Der Brunnenstandort befindet sict auf dem Platz dem Haus Damaschkestraße 2 gegenüber. Der gesamte Platz, und damit der Brunnen, stehen im Ortsteil Charlottenburg, die westlichen Grundstücke ab Fluchtlinie gehören zu Halensee, zu Wilmersdorf gehört das Gelände ab Südrand Kurfürstendamm. Der Pumpwasserüberlauf aus dem als Fischkopf geformten Wasseraustritt wird über den runden Straßeneinlauf abgeführt. Das Piktogramm für „Kein Trinkwasser“ befindet sich an der Schwengelseite am Pumpengehäuse als rundes Blechschild. Die BVV hatte das Bezirksamt aufgefordert „die historische Wasserpumpe am Lehniner Platz wieder funktionstüchtig“ zu machen. „Zur Wiederherstellung der Funktionstüchtigkeit der Wasserpumpe, Pumpenständertyp Lauchhammer, war eine Reparatur des Pumpwerks notwendig. Diese wurde am 7. August 2017 durchgeführt.“ |
| Charl    | 056          | Droysenstraße 16 Lage Droysenstraße                                   | Lauchhammer Typ II                                                     | 10–15 m          | Die Wasserpumpe Nr. 56 (OSM-ID: 1212342128) befindet sich auf der Ostseite der Droysenstraße vor dem Haus Nr. 16. Der Pumpwasserüberlauf aus dem als Drachen geformten Wasseraustritt wird über den runden Straßeneinlauf abgeführt. Das Piktogramm für „Kein Trinkwasser“ befindet sich an der Schwengelseite am Pumpengehäuse als rundes Blechschild. Der Brunnen ist im Eigentum des Landes Berlin. |
| Wilmd    | 056          | Johannisberger Straße 31 Lage                                         | Schliephacke Rümmler                                                   |                  | Der Straßenbrunnen (OSM-ID: 7898016130) steht auf der westlichen Seite der Johannisberger Straße, etwa 120 Meter nördlich der Einmündung der Rüdesheimer Straße vor dem Haus 32 von Otto Rudolf Salvisberg. Zum Tag des offenen Denkmals 2020 an der Pumpe Julia Novak und Thomas Beutelschmidt von der Baudenkmalstiftung Nachkriegsmoderne, die sich den Rümmler-Schliephacke-Pumpen widmet. |
| Charl    | 057          | Kracauerplatz Lage Droysenstraße                                      | Wolf einteilige Säule                                                  | 10–15 m          | Der Kracauerplatz (bis 2010: Holtzendorffplatz) besitzt durch die angrenzenden Joachim-Friedrich-, Damaschke- und Heilbronner Straße eine Dreiecksform und liegt mit dem Straßenland im Ortsteil Charlottenburg. Die Wasserpumpe (OSM-ID: 718143760) ist als Nummer 57 markiert und besitzt am Handgriff des Schwengels einen rautenförmigen Gewichtskörper, der das Pumpen erleichtert. Das kurze Austrittsrohr zeigt zur Straße und liegt links vom Schwengel. Der Standort am Straßenrand befindet sich Ecke Sybelstraße, 10 Meter am Vorplatz in die Damaschkestraße vor dem schräggesetzten Eckhaus Damaschkestraße 38 / Sybelstraße 35. Der Brunnen ist im Eigentum des Landes Berlin. |
| Wilmd    | 057          | Paretzer Straße ggü. 10 Lage Brabanter Platz                          | Borsig Sechskantsäule                                                  | 10–15 m          | Der Wilmersdorfer Brunnen 57 (OSM-ID: 4329431020) mit dem runden direkten Straßeneinlass steht am Südosten des Brabanter Platzes, Nordseite der Paretzer Straße gegenüber dem Sankt-Gertrauden-Krankenhaus. Das Ufer des nördlich gelegenen Fennsees ist 200 Meter entfernt. |
| Weste    | 058          | Im Hornisgrund 35a Lage Eichkamp                                      | Wolf einteilige Säule (Rautenkörper)                                   | 15–20 m          | Der Brunnen steht auf dem mit Formsteinen belegten südöstlichen Bürgersteig. Unter dem zum Bordstein gerichteten Austritt liegt eine glatte Charlottenburger Platte im Ablauf. Der Schwengel an einem geraden Stab besitzt einen Handgriff mit einem rautenförmigen Schwerekörper. Der Brunnenfuß steht 20 Meter von der Straßenmündung an der Alten Allee in der Siedlung Eichkamp. Der Brunnen ist im Eigentum des Landes Berlin. |
| Halen    | 058          | Halberstädter Straße #1 Lage Halensee                                 | Borsig Sechskantsäule                                                  | 07–10 m          | Die Pumpe ist offensichtlich erst vor Kurzem aufgestellt worden und ersetzt eine Schliephacke. Der Standort mit dem runden direkten Straßeneinlass in der Halberstädter Straße am nördlichen Gehweg befindet sich vor dem Eckhaus Joachim-Friedrich-Straße 52 am Gehwegrand zwischen den Bäumen. |
| Weste    | 059          | Eichkatzweg 24 Lage Eichkamp                                          | Wolf einteilige Säule (Rautengriff)                                    | 20–30 m          | Der Brunnen in der Siedlung Eichkamp steht an der platzartigen Erweiterung an der Kreuzung von Eichkatzweg mit Maikäferpfad, am Grundstück 19b grenzend. Der Wasseraustritt ist an der Brunnensäule angeschraubt. Im Ablauf liegt ein Tränkstein mit geschwungener Kante, wie er andernorts in Bordsteinkanten eingesetzt ist. Die glatte Kante grenzt an die Umpflasterung des Sockelflanschs. Der Brunnen ist im Eigentum des Landes Berlin. |
| Wilmd    | 059          | Meierottostraße Lage Schaperstraße                                    | Schliephacke                                                           | 03–4 m           | Der Brunnen (OSM-ID: 2083532852) befindet sich im Süden der Gerhart-Hauptmann-Anlage am nördlichen Gehsteig der Meierottostraße, 20 Meter vor deren Mündung an der westlichen Fahrbahn der Bundesallee. Für den Abfluss liegt eine Charlottenburger Platte im Kleinpflaster. |
| Weste    | 060          | Kurländer Allee 29 Lage Eichkamp                                      | Lauchhammer Typ I                                                      | 20–30 m          | Der 1978 bei Winkelhoff sanierte Typ-I-Brunnen steht in der Siedlung Heerstraße und hat hier auch eine schmückende Funktion. Das runde Blechschild mit dem Piktogramm verweist, dass das gepumpte Wasser nicht sofort als Trinkwasser nutzbar ist. Der Brunnensockel ist mit einem Pflasterring umgeben. Die Kurländer Allee endet im Süden als offener Platz von 40 × 50 m² mit Grünfläche und an dessen Nordostecke zum Willenberger Pfad steht die auch Rümmler-Pumpe genannte Notwassereinrichtung. Der Brunnen ist im Eigentum des Landes Berlin. |
| Schma    | 060          | Warmbrunner Straße 45 Lage Flinsberger Platz                          | Wolf einteilige Säule                                                  | 10–15 m          | Der Straßenbrunnen 60 (OSM-ID: 1589384985) steht am Wendehammer am Ende der Stichstraße vor dem Hohenzollerndamm (im Osten der Warmbrunner Straße). Der Standort der Pumpensäule ist vor dem Eckhaus Warmbrunner Straße 45 / Hohenzollerndamm 59 und liegt 20 Meter vom Gehweg des Hohenzollerndamms. Der Handschwengel mit trapezeckigem Griff befindet sich gegenüber vom Auslaufrohr parallel zur Straße. Das Pumpenwasser fällt in einen rechteckigen Muldenstein mit Abflussrinne zum Bordstein auf den Straßenasphalt. |
| Weste    | 061          | Länderallee 16 Lage Reichsstraße                                      | Wolf einteilige Säule                                                  | 20–30 m          | Der Wolf-Brunnen mit dem an der Säule verschraubten Wasseraustritt steht an der östlichen Straßenseite 20 Meter von der Badenallee nach Nordosten. Der Brunnen steht auf einer gesonderten Pflastersteinfläche am Gehweg im Baumstreifen und entwässert direkt ins Straßengerinne. Der Brunnen ist im Eigentum des Landes Berlin. |
| Wilm     | 061          | Blüthgenstraße 1 Lage Eisenzahnstraße                                 | FSH-L dreiteilige Säule                                                | 07–10 m          | Der Brunnen (OSM-ID: 4491881996) steht am westlichen Bürgersteig zwischen Getränkemarkt und Einfamilienhaus Nummer 2. Auf der gegenüberliegenden Straßenseite steht die Botschaft der Republik Malawi. Die Westfälische Straße befindet sich 30 Meter nördlich. Im Juli 2008 stand hier ein grünlackierter Schliephackebrunnen, der nach 50 Betriebsjahren ersetzt wurde. Der Brunnen ist im Eigentum des Landes Berlin. |
| Weste    | 062          | Marathonallee 54a Lage Reichsstraße                                   | <Wolf> einteilige Säule (Rautengriff), abgebaut                        | 20–30 m          | Die Wolfsäule stand an der Südseite der Straße 20 Meter westlich der Oldenburgallee. Im Jahr 2020 war sie abgebaut. Der Schwerekörper am Schwengel war als Rhombus geformt. Der Bürgersteig ist mit Formsteinen belegt, unter dem zur Fahrbahn gerichteten Wasseraustritt lag eine Charlottenburger Platte als Ablauf über den Bordstein. Der Brunnen ist im Eigentum des Landes Berlin. |
| Wilmd    | 062          | Sächsische Straße 43 Lage                                             | Schliephacke Rümmler                                                   |                  | Der Brunnen (OSM-ID: 7885081249) steht auf dem östlichen Gehweg der Sächsischen Straße, etwa 50 Meter südlich der Kreuzung zum Hohenzollerndamm. |
| Schma    | 063          | Betty-Hirsch-Platz / Hundekehlestraße Lage                            | Schliephacke Rümmler                                                   |                  | Der Brunnen 63 (OSM-ID: 8533723741) befindet sich auf der nördlichen Seite der Hundekehlestraße im Bereich des Betty-Hirsch-Platzes, etwa 80 Meter östlich der Rheinbabenallee. |
| Weste    | 063          | Bolivarallee 12 Lage Branitzer Platz                                  | Wolf einteilige Säule (Rautengriff)                                    | 20–30 m          | In Neu-Westend steht der Brunnen am östlichen Bürgersteig vor dem Haus 10a/12 zwischen Ulmen- und Eichenallee. Der an die Säule verschraubte Austritt ist zur Fahrbahn gerichtet, der Ablauf fällt unmittelbar auf das Pflasterkarree in dem auch der Sockelflansch steht. Die anliegende Wohnbebauung entstand 1953/1955, wie auch die Kapelle Neu-Westend um die Ecke in der Eichenallee. Zum Gebrauch als Trinkwasser befindet sich an der Schwengelseite das runde Blechschild mit Piktogramm. Der Brunnen ist im Eigentum des Landes Berlin. |
| Weste    | 064          | Reichsstraße 65 Lage Flatowallee                                      | einteilige Säule Wolf (Rautengriff)                                    | 20–30 m          | An der südlichen Fahrbahn steht der Wolf-Brunnen 15 Meter von der Rundung des Gehwegs zur Westendallee. Der Schwengel hat einen Rhombenkörper zur Verstärkung der Druckkraft. Der Brunnen steht gegenüber der durch den Hauseingang 65 mit dem quergestellten Haus 65a gebildeten Dreieck im Gehweg. Dem Ablauf dient eine Muldenplatte mit kreisrunder Vertiefung und einer Ausflussrinne, die an den Bordstein reicht. Der Brunnen ist im Eigentum des Landes Berlin. |
| Schma    | 064          | Forckenbeckstraße 50*51 Lage Kissinger Straße                         | Wolf 2 einteilige Säule                                                | 10–15 m          | Die Pumpe hat ihren Standort gegenüber der Kreuzkirche auf dem südlichen Vorplatz zwischen Hohenzollerndamm und Davoser Straße. Auf der gepflasterten Fläche oberhalb des Sockelrohrs ist die Säule mit acht Schrauben an diesem befestigt. Der Standort befindet sich anderthalb Meter vom Gehwegbord nach innen gelegt. Die Wolf-2-Säule ersetzt seit den 2010er Jahren den vorher hier stehenden Schliephackebrunnen, der blau-grün-lackiert war. |
| Weste    | 065          | Stendelweg 44 Lage Siedlung Ruhleben                                  | Borsig Sechskantsäule                                                  | 04–7 m           | Der Brunnen hat ein Bezirkswappen und eine spitze Pyramide auf der Sechskantsäule des Borsigbrunnens in der Siedlung Ruhleben. Am Standort besitzt die Straße eine Kurve und da die Häuser 44 und 46 etwas zurückgesetzt sind entsteht ein Platz mit einer grünen Mittelinsel mit Sitzbank. Der Brunnen steht auf dem als Parkstreifen ausgewiesenen Streifen der westlichen Fahrbahn vor dem Haus 44 auf einem Pflasterkarree zwischen markierten Parkflächen. Auf dem gleichen Sockelort stand noch 2008 eine Schliephacke in grün-blau. Mit dem 2016 neu gesetzten Borsiggehäuse wurde auch der Straßeneinlass gesetzt. Schwengel und Austritt mit dem Ablauf darunter sind parallel zur Fahrbahn orientiert. Der vorherige Brunnenkörper hatte den Austritt zur Fahrbahn und den Schwengel quer dazu. Der Brunnen ist im Eigentum des Landes Berlin. |
| Wilmd    | 065          | Kufsteiner Straße 27-33 Lage                                          | Schliephacke Rümmler                                                   |                  | Der Brunnen (OSM-ID: 7885081251) steht auf dem östlichen Gehweg der Kufsteiner Straße, etwa 30 Meter nördlich der Kreuzung Ehrwalder Straße. |
| Weste    | 066          | Soorstraße ggü. 89 Lage Reichsstraße                                  | Krause                                                                 | 20–30 m          | Der Brunnen (OSM-ID: 822867424) steht 25 Meter südlich vom Spandauer Damm auf dem westlichen Bürgersteig. Der Abfluss erfolgt über die Charlottenburger Platte neben dem Brunnen auf das Kleinpflaster. Der Handgriff am Schwengel besteht aus einem am Rundstab angeschweißten Bogenstab mit einer runden und einer eichelförmigen Kugel zur Verstärkung des Schwungs beim Pumpen. Der Brunnen steht mit Schwengel und Austritt parallel zur Straße auf dem Randstreifen des Gehwegs, der mit Straßenbäumen besetzt ist. Das direkte Eckhaus ist als Spandauer Damm 119 adressiert, mit dem gegenüberliegenden Eckhaus (Nummer 115) ist die Südwestecke der Kreuzung Spandauer Damm / Königin-Elisabeth-Straße (Fürstenbrunner Weg) verbunden. Der Brunnen ist im Eigentum des Landes Berlin. |
| Wilmd    | 066          | Tharandter Straße 4a Lage Prager Platz                                | Schliephacke                                                           | 04–7 m           | Die Tharandter Straße ist eine Sackgasse von der Prinzregentenstraße zum Wendehammer an der Bundesallee. Der Straßenbrunnen steht an der Südseite am Beginn der Wenderundung vor dem sechsgeschossigen Wohnhaus 4a. Der Abstand vom Fahrbahnrand der Bundesallee beträgt 30 Meter. Der Brunnen im originalen Blau und Grün lackiert, steht mit dem Wasseraustritt zur Fahrbahn, der Schwengel rechtwinklig dazu links. Der Ablauf erfolgt über den rechteckigen Auffangstein mit einer Überlaufrinne, das Wasser fließt noch über zwei Kleinpflasterreihen und den Bordstein ins Gerinne am Fahrbahnrand. Ein Blechschild von einem Metallband am Gehäuse des Kolbengestänges gehalten, gibt den Hinweis, dass die Pumpe kein Trinkwasser liefert. |
| Weste    | 067          | Hessenallee 4 Lage Reichsstraße                                       | Krause                                                                 | 20–30 m          | In der Hessenallee steht der Krausebrunnen am Rand des nordwestlichen Bürgersteigs mit dem runden Straßeneinlass auf einer gesonderten Pflasterfläche parallel zur Fahrbahn. Der Aufbau dieses Brunnens ist (wohl) Mitte der 2010er Jahre erfolgt (2017?), wobei die zuvor hier befindliche Wolf-Säule ersetzt worden ist. Dieser Standort besaß bis dahin eine Muldenplatte. Der Brunnen ist im Eigentum des Landes Berlin. |
| Wilmd    | 067          | Düsseldorfer Straße ggü. 17/18 Lage Ludwigkirchplatz                  | Schliephacke                                                           | 03–4 m           | Der Brunnen (OSM-ID: 760035384) ist grün lackiert (2008: blau-/ grünlackiert) mit dem Wasseraustritt zur Fahrbahn und dem Ablauf in eine Rechteckmulde, gerichtet zur Fahrbahn. Für den Brunnen besteht ein regelmäßig gesetztes Pflasterkarree in der unregelmäßigen Pflasterung des Gehwegs. Der Standort befindet sich in der Reihe der Straßenbäume am südlichen Gehweg der Düsseldorfer Straße hinter den Parkflächen schräg zur Fahrbahn. Der Gehweg läuft am Grundstück der Johann-Peter-Hebel-Schule (Emser Straße 50) mit zwei Sportflächen. Die Emser Straße kreuzt 25 Meter nach Osten. |
| CharN    | 068          | Goebelplatz neben 3 Lage Jungfernheide                                | Borsig Sechskantsäule                                                  | 03–4 m           | Der Brunnen steht am nördlichen Straßenrand zwischen Geißlerpfad und Geitelsteig. Die Parkanlage des Goebelplatzes schließt sich nach Süden über die Fahrbahn hinweg an. Die Borsigsäule trägt eine spitze Pyramidenkappe und besitzt das Bezirkswappen. Das (frische) Pflasterkarree am Bürgersteigrand und der runde Straßeneinlass für das Pumpwasser (auch wohl das A4-große „Kein-Trinkwasser“-Schild) weisen auf einen Aufbau um 2015/2017. Zuvor (November 2009) stand auf dieser Grundwasserbohrung eine Schliephacke (Rümmler-Pumpe). Der Brunnen ist im Eigentum des Landes Berlin. |
| Grune    | 068          | Bettinastraße ggü. 14 Lage                                            | einteilige Säule                                                       |                  | Der Brunnen 68 (OSM-ID: 8533723743) befindet sich auf der nördlichen Seite der Bettinastraße zwischen Fontanestraße und Douglasstraße. |
| Wilmd    | 069          | Helmstedter Straße 32a Lage Prager Platz                              | Schliephacke                                                           | 03–4 m           | Der Brunnen (OSM-ID: 5176026139) steht an der Ostseite der Helmstedter Straße 30 Meter südlich von der (spitzwinklig laufenden) Aschaffenburger Straße, am Südosten der Carstenn-Figur. Zum Brunnen gehört die für den Ablauf zum Bordstein und der Straßenentwässerung vorgesehene Rechteckmulde innerhalb des Bürgersteigs in der Straßenbaumreihe. Die Auffangmulde liegt neben dem Brunnenfuß quer mit der Rinne an den Bordstein. |
| CharN    | 070          | Heilmannring ggü. 61 Lage Jungfernheide                               | Krause                                                                 | 03–4 m           | Der Straßenbrunnen steht an der Nordseite vom Heilmannring am Gehwegrand gegenüber vom Häuserblock 61–61d, wobei 30 Meter westlich (ggü.) von Süden der Letterhausweg mündet. Diese setzt sich als Zufahrtsweg zur im Heilmannring 66 befindlichen Atelierwohnung von Hans Scharoun fort. Der Brunnen ist im Eigentum des Landes Berlin. |
| CharN    | 071          | Heckerdamm 269 Lage Jungfernheide                                     | Borsig Sechskantsäule                                                  | 04–7 m           | Der Brunnen steht am südlichen Gehweg vor dem Blindgiebel des Wohnhauses – wobei die Hauseingänge an der Rückseite sind. An der gegenüberliegenden Straßen liegt die Jungfernheide an. Die Straßenecke Schweiggerstraße mit dem Eckhaus 24 ist 40 Meter entfernt. Der Brunnenkörper einer Wolfsäule mit einem rautenförmigen Handgriff des Schwengels wurde um 2013/2014 durch die Borsigsäule ersetzt, zu diesem Zeitpunkt wurde auch der runde Straßeneinlass auf dem Pflastermosaik eingesetzt, der Brunnenablauf direkt in die Straßenkanalisation abführt. Der Brunnen ist im Eigentum des Landes Berlin. |
| Wilmd    | 071          | Mainzer Straße 7 Lage Hildegardstraße                                 | Borsig Sechskantsäule                                                  | 10–15 m          | Der Brunnen steht in der Mainzer Straße vor dem Eckhaus Weimarische Straße 20 / Mainzer Straße 7. An der gegenüberliegenden nordöstlichen Straßenecke steht die Marie-Curie-Schule. Die Borsigsäule steht auf Kleinpflaster und grenzt an die Gehwegplatten. Der Ablauf fließt in den runden Straßeneinlass direkt in die Kanalisation. |
| CharN    | 072          | Schwambzeile ggü. 1 Lage Paul-Hertz-Siedlung                          | Wolf 2 einteilige Säule mit Rohransatz                                 | 03–4 m           | Der Straßenbrunnen (Wolf-2-Säule) in der Paul-Hertz-Siedlung steht an der nördlichen Straßenseite der Schwambzeile vor dem Spielplatz etwa 10 Meter westlich vom Reichweindamm. Zum Wolf-2 ist der Schwengel jedoch geschwungen mit Kugelgriff, an der Säule fixiert ist der Ansatz zum Wasseraustritt. Der Standort am Bürgersteigrand (Kleinpflaster) liegt mit Austrittsrohr und Schwengel parallel zur Straße und entwässert auf das Kleinpflaster. Über den Heckerdamm nach Nord und über den Reichweindamm nach Ost befindet sich Kleingartengelände. Diese Säule stand (nach dem GoogleEarth-Bild) bereits 2008 hier. Der Brunnen ist im Eigentum des Landes Berlin. |
| Wilmd    | 072          | Markobrunner Straße 16 Lage Kissinger Straße                          | Schliephacke                                                           | 07–10 m          | Der Brunnen 72 im Südosten von Wilmersdorf ist eine Schliephackepumpe noch in Charlottenburger Lackierung, an der grünen Säule zeigt der blaue Schwengel in Gewegrichtung und deren blauer Austritt ist zur Fahrbahn gerichtet. Der Fuß steht vor der Häuserzeile zwischen Nummer 16 und 14 (Eckhaus) auf dem Formsteinstreifen des nördlichen Bürgersteigs, 15 Meter von der Straßenecke Geisenheimer Straße. Für den Abfluss befindet sich eine Platte mit rechteckiger Mulde mit Ablaufrinne zum Bordstein unter der Austritteinheit. An der Schwengelseit ist mit einem Blechband das Symbol „Kein Trinkwasser“ auf einem runden Blechschild befestigt. Im Wohngebiet wurde dieser Brunnen in den 1960er Jahren aufgestellt. Der Brunnen ist ein Bundesbrunnen. |
| CharN    | 073          | Bernhard-Lichtenberg-Straße Lage Paul-Hertz-Siedlung                  | Borsig Sechskantsäule                                                  | 03–4 m           | Der Brunnen steht an der Ostseite der Bernhard-Lichtenberg-Straße zwischen Kirchnerpfad (30 Meter südlicher) und Klausingring in Höhe von Kirchnerpfad 2 und gegenüber der Stirnwand Klausingring 31. Der obere Abschluss des prismatischen Brunnengehäuses ist eine spitze sechsseitige Pyramide. Das an dieser Bohrung noch 2008 vorhandene Brunnengehäuse vom Schliephacketyp wurde in den 2010er Jahren durch ein Modell Borsig ersetzt. Der Brunnen ist im Eigentum des Landes Berlin. |
| Schma    | 073          | Landecker Straße 5 Lage Kissinger Straße                              | FSH-L dreiteilige Säule                                                | 10–15 m          | Der Brunnen (OSM-ID: 5180712057) steht an der Nordseite der auf die Cunostraße mündenden Landecker Straße. Der Brunnenkörper besteht aus dem Brunnenständer, dem Mittelteil mit einer kurzen Erweiterung am Wasseraustritt und der aufgeschraubten kappenartigen Schwengeleinheit. Die Säule steht dabei auf einer gesondert gepflasterten Gehwegfläche am Straßenrand, der Ablauf gelangt direkt in den runden Straßeneinlass. Wenigstens 2008 stand hier noch eine Schliephacke mit einer rechteckigen Muldenplatte. |
| Charl    | 074          | Christstraße 7-8 Lage Klausenerplatz                                  | Lauchhammer Typ I                                                      | 02–3 m           | Der Brunnen auf dem nördlichen Bürgersteig ungefähr mittig zwischen Danckelmann- und Nehringstraße südlich vom Klausenerplatz und Schloss Charlottenburg steht in seiner historischen Form in einem Wohngebiet mit denkmalgeschützten Bauten. Ergänzt wird dies durch den Tränkstein unter dem Austritt mit Fischkopf, der in der Bordkante mit der geraden Seite zur Fahrbahn liegt. Zwischen den Froschmotiven am Brunnenkopf sind die Spiegel unbeschriftet, das steht dafür: ergehört nicht zu den 1978 restaurierten und neu aufgestellten Brunnen. Bemerkenswert das Wappen von Charlottenburg, wie es vor der Eingliederung zu Berlin genutzt wurde. Die Lauchhammerbrunnen für (Alt-)Berlin tragen dagegen den Berliner Bären. Der Brunnen gibt Wasser, ein Hinweis auf ungeeignete Nutzung als Trinkwasser fehlte (Stand 2018). Der Brunnen ist im Eigentum des Landes Berlin. |
| Schma    | 074          | Paulsborner Straße Lage Flinsberger Platz                             | Borsig Sechskantsäule                                                  | 10–15 m          | Der Borsig-Brunnen (OSM-ID: 854405123) steht am südlichen Gehweg der Paulsborner Straße 30 Meter von der Ecke Kudowastraße nach Südwest in Höhe der Stirnseite vom Haus Kudowastraße 1. Auf der gegenüberliegenden Straßenseite der Paulsborner ist das Grundstück des Martin-Luther-Krankenhauses, als Paulsborner Straße 60 befand sich bis um 1970 an den Häusern am Brunnenstandort die Kleingartenkolonie Paulsborn. Die zuvor eingesetzte Schliephacke wurde Anfang der 2010er Jahre ersetzt, wobei die Platte mit der Rechteckmulde als Wasserauffang am Boden erhalten blieb. |
| Weste    | 075          | Heilsberger Allee (7/31) Lage Flatowallee                             | Wolf einteilige Säule (Rautengriff)                                    | 20–30 m          | Der Brunnen stand schon um 2000 in dieser From an dieser Stelle. Der Standort in der Heilsberger Allee befindet sich am nördlichen Gehsteig auf einem gesonderten Pflastermosaik, das offensichtlich bereits vor den Gehwegplatten ausgelegt war. Die Südostecke des Corbusierhaus liegt 40 Meter durch den Waldstreifen nach Nord, ebenfalls 40 Meter sind es nach Osten zur Mündung der Stuhmer Allee. In die entgegengesetzte Richtung ist die Flatowallee 200 Meter entfernt. Der Brunnen ist im Eigentum des Landes Berlin. |
| Grune    | 075          | Schwedlerstraße 13 Lage Hagenplatz                                    | Borsig Sechskantsäule                                                  | 10–15 m          | Der Brunnen (OSM-ID: 2726879933) steht 30 Meter nördlich der Bismarckallee in die Schwedlerstraße hinein am westlichen Bürgersteig. Es ist für den Ablauf ein runder Straßeneinlass neben dem Brunnenfuß, wobei Schwengel und Austritt parallel zur Straße liegen. Die zuvor vorhandene Schliephacke wurde (wohl) um 2015 durch die Borsigsäule mit Bezirkswappen ersetzt. |
| Weste    | 076          | Kranzallee 56 Lage Kranzallee                                         | Borsig Sechskantsäule                                                  | 20–30 m          | Auf dem nördlichen Bürgersteig der Kranzallee 20 Meter westlich vom Kiplingweg steht der Brunnen (OSM-ID: 718143683) auf dem Randstreifen mit dem runden Straßeneinlass, über den das Ablaufwasser in die Straßenkanalisation gelangt. Das Eckgrundstück am Standort ist Kranzallee 56 mit Kiplingweg 36, noch bis um 1967 stand an der Nordseite im Karree mit Postfenn und Heerstraße die Behelfsheimsiedlung am Scholzplatz. Die Borsigsäule ersetzte einen Straßenbrunnen der Wolfreihe. Der Brunnen ist im Eigentum des Landes Berlin. |
| Wilmd    | 076          | Mehlitzstraße 3a Lage Wilhelmsaue                                     | Schliephacke                                                           | 04–7 m           | Der Brunnen steht südlich der Berliner Straße nahe zum ehemaligen Wilmersdorfer Ortskern. Zur Straßenecke Wilhelmsaue auf dem westlichen Gehweg sind es 30 Meter vom Brunnen. Der Schwengel befindet sich parallel zum Bürgersteig, der Wasseraustritt zum Bordstein und zwischen Brunnenfuß und letzterem ist die Rechteckmulde mit der Abflussrinne zum Bordstein eingelegt. |
| Weste    | 077          | Lyckallee Lage Kranzallee                                             | Wolf einteilige Säule (Rautengriff)                                    | 15–20 m          | An dem Grünstreifen (Park und Spielfläche als Lyckstraße 21a und südlich 23) entlang der Ostseite der Ortelsburger Allee steht der Brunnen (OSM-ID: 718143692) 45 Meter nach Osten in der Lyckallee. Das Austrittsrohr mit einem Rundblech ist an der Säule eingesetzt, der Schwengel hat einen rhombischen Schwerekörper. Der Ablauf erfolgt auf die Formsteine des Gehwegs mit seitlichem Abfluss über den Bordstein. Der Brunnen ist im Eigentum des Landes Berlin. |
| Wilmd    | 077          | Livländische Straße 21 Lage Hildegardstraße                           | Wolf                                                                   | 10–15 m          | Der Brunnen (OSM-ID: 7402515089) steht an der Ostseite der Straße vor der Kita Livländischen Straße. Der Brunnen steht südlich der Hildegardstraße (110 Meter) und 70 Meter nach Süden zur Mainzer Straße. Hinter den westlichen viergeschossigen Wohnhäusern liegt das Grundstück der Marie-Curie-Schule (Weimarische Straße 21). Das runde Hinweisschild ist mit dem „Kein Trinkwasser“-Symbol oberhalb vom Austritt angebracht. Der Austritt ist an einem Ansatz am Brunnenständer verschraubt. Der Fußflasch zum Sockelrohr steht – Austritt und Schwengel parallel zum Bordstein – im mit Formsteinen belegten Randstreifen des Gehwegs. |
| Weste    | 078          | Platanenallee Lage Branitzer Platz                                    | Wolf einteilige Säule (Rautengriff)                                    | 20–30 m          | Der Brunnen mit seinem Rhombenkörper auf Handgriff des Schwengels (Wolfsäule) steht in einem gepflasterten Karree auf dem Rasenstreifen am Gehwegrand. Der Standort auf dem nördlichen Gehweg am Grundstück von Hausnummer 1 der Platanenstraße befindet sich etwa in der Mitte zwischen Ahornallee und Soorstraße. Am Brunnenfuß zur Straße hin liegt eine Charlottenburger Platte zum Auffangen von gepumpten Wasser mit Ablauf ins Gerinne. Am Fuß ist der Zugang zum Frosthahn in der auf dem Sockelrohr verschraubten Grundplatte. Der Brunnen ist im Eigentum des Landes Berlin. |
| Wilmd    | 078          | Holsteinische Straße 45 Lage                                          | Schliephacke Rümmler                                                   |                  | Der Brunnen (OSM-ID: 5922891595) steht auf dem westlichen Gehweg der Holsteinische Straße vor dem Abenteuerspielplatz Holsteinische Straße 45. |
| CharN    | 079          | Friedrich-Olbricht-Damm ggü. 66 Lage Plötzensee                       | FSH-L dreiteilige Säule                                                | 01–1,5 m         | Der Brunnen mit drei verschraubten Rohren (unten dem Brunnenständer) und einer langen Erweiterung am mittleren Austrittsteil ist anscheinend (Juni 2018) neu aufgestellt worden. Zuvor befand sich bis wenigstens 2010 an dieser Stelle eine Säule (Neue Krause) der Charlottenburger Form mit zusammengefügtem Brunnenständer und einem etwas dünneren oberen Rohr (Brunnenkörper) mit Wasseraustritt, Schwengelansatz und einer flachen Kappe als oberer Abschluss. Der Standort befindet sich vor dem Gewerbegrundstück von Holz-Possling. Der Brunnen ist im Eigentum des Landes Berlin. |
| Wilmd    | 079          | Motzstraße Lage Prager Platz                                          | FSH-L dreiteilige Säule                                                | 03–4 m           | Der Brunnen (OSM-ID: 731226389) in Fortsetzung der südlichen Baumreihe der Motzstraße steht 20 Meter westlich der Bamberger Straße, zur Stirnseite von deren Haus 13. Die Säule mit ihren drei verschraubten Rohrteilen besitzt für den Wasseraustritt eine kurze Erweiterung an den das Rohr angeschraubt ist. Der Ablauf erfolgt über einen neben der Säule liegenden rechteckigen Muldenstein, Wasseraustritt und gegenüberliegender Schwengel stehen parallel zur Fahrbahn. Noch im Herbst 2009 stand hier eine Schliephacke-(Rümmler-)pumpe in blauer Lackierung. |
| Weste    | 080          | Karolingerplatz ggü. 9 Lage Reichsstraße                              | Krause                                                                 | 20–30 m          | Der Brunnen (OSM-ID: 718143921) steht am Ostrand des Karolingerparks auf dem Gehweg an der Parkseite der Straße gegenüber von Haus 8/9. Der Griff am Schwengel hat einen kistenförmigen Beschwerungskörper zur Verbesserung des Pumpschwungs. Zwischen Brunnenfuß und Bordstein liegt im Pflasterkarree eine Platte mit ovaler Mulde. Unten am Brunnenkörper ist an der Seite des Austrittsrohrs die Jahreszahl „1978 Berlin“ erhaben angegossen und dazu das Symbol cS im Dreieck. Dies markiert diesen Brunnen als eine der 1978 aufgearbeiteten Krausebrunnen. Der Brunnen ist im Eigentum des Landes Berlin. |
| Wilmd    | 080          | Babelsberger Straße 51a Lage                                          | Borsig                                                                 |                  | Der Brunnen (OSM-ID: 7774190406) steht auf dem östlichen Gehweg der Babelsberger Straße, etwa 40 Meter südlich der Einmündung zur Berliner Straße. |
| Charl    | 081          | Wundtstraße 46-48 Lage Lietzensee                                     | Krause                                                                 | 07–10 m          | Der Brunnen 81 steht am südlichen Straßenrand der Wundstraße auf der Seite des Lietzenseeparks. Bis 2016 stand eine einteilige grüne Säule vom Wolftyp mit einem geraden Schwengelarm in Höhe Lagegegenüber der Grünfläche neben dem Wohnhaus Wundstraße 46, die GoogleEarth-Aufnahme von Oktober 2009 zeigt die Brunnensäule noch. Von diesem Standort zeugt noch ein Pflasterkarree. Der alte Brunnen wurde 2016 abgebaut und die Bohrung aufgefüllt. Auf einer neuen Bohrung, die 55 Meter östlicher in Richtung Erwin-Barth-Platz liegt wurde 2017 ein Krausebrunnen aufgestellt. Der Brunnen steht auf einer Gehwegfläche mit Kleinpflaster, die zwischen den Parkflächen „quer zur Fahrbahn“ eingeschoben ist. Gleichzeitig mit dem neuen Brunnenstandort wurde auch der getrennte Straßeneinlass unter dem Wasseraustritt eingelassen. Der Austritt ist zur Fahrbahn gerichtet, der Schwengel gegenüber. Am Sockel des Brunnens ist die Zahl „27“ erkennbar. Zur Fahrbahn hin ist die Brunnenstandfläche mit zwei Steinpollern abgesichert. Die Entfernung vom Erwin-Barth-Platz mit dem als verkehrsberuhigt stillgelegten Abschnitt der Wundtstraße beträgt 110 Meter. Der Brunnen auf diesem Standort gehört zu den Landesbrunnen.                                                                                       |
| Wilmd    | 081          | Wittelsbacherstraße ggü. 27a Lage Preußenpark                         | <Schliephacke>                                                         | 03–4 m           | Der Brunnen (OSM-ID: 1166433757) wurde aufgrund von Sturmschäden im Oktober 2017 entfernt. Der Standort lag am Bürgersteigrand der Nordwestecke Wittelsbacherstraße zur Bayerischen Straße. Verblieben ist am Bürgersteigran eine Stelle, an der das Kleinpflaster fehlt. |
| Charl    | 082          | Grolmanstraße 20 Lage Savignyplatz                                    | Wolf einteilige Säule                                                  | 03–4 m           | 30 Meter nach Norden von der Pestalozzistraße steht auf dem westlichen Bürgersteig der Grolmannstraße der Brunnen 82 (OSM-ID: 2171343218) in Charlottenburg auf einem gepflasterten Mosaik. Der an der Wolfsäule angeschraubte Austritt ist angerostet, da er (wohl) wegen der unteren fehlenden Schrauben nicht mehr dicht am Zylinder befestigt ist. Direkt am Brunnenfuß befindet sich ein wassertechnischer Deckel. Vor dem Brunnenfuß zum Bordstein liegt eine Charlottenburger Platte. Zu beiden Seiten der Säule stehen Pfosten, die ein Anfahren durch Fahrzeuge verhindern sollen. Der Brunnen ist im Eigentum des Landes Berlin. |
| Halen    | 082          | Karlsruher Straße ggü. 16 Lage Halensee                               | <Schliephacke>                                                         | 04–7 m           | Der Brunnen (OSM-ID: 967206123) befindet sich ca. 10 m vor der Einmündung in die Heilbronner Straße an einer kleinen Grünfläche auf dem Mosaikpflaster. Der Standort ist unweit vom Kracauerplatz der bereits zum Ortsteil Charlottenburg gehört und an dessen Ostseite die nächste Pumpe 150 Meter entfernt steht. Der Brunnen steht mit einer Muldenplatte neben dem Sockel auf einem vorgesetzten Gehsteigteil. Im Rahmen der Bauarbeiten am daneben liegenden Hochhaus wurde er entfernt und nach Ende der Bauarbeiten 2019 wieder aufgestellt. |
| Weste    | 083          | Sensburger Allee 4a Lage Flatowallee                                  | Wolf einteilige Säule (Rautengriff)                                    | 10–15 m          | Vor dem Teich neben der Herz-Jesu-Schule nördlich vom Georg-Kolbe-Hain steht der Brunnen auf einem Pflastermosaik am nördlichen Gehsteig. Der zur Fahrbahn gerichtete Wasseraustritt ist an der Säule angeschraubt, eine Platte unter dem Ablauf existiert nicht. Das runde Blechschild mit Piktogramm verweist auf die ungeeignete Nutzung für Trinkwasserzwecke. Der Standort befindet sich gegenüber von Haus 20 an der Ecke Pillkaler Allee. Die Bahnstrecke zum S-Bahnhof Olympiastadion und die Heerstraße begrenzen das Versorgungsgebiet dieser Zapfstelle. Der Brunnen ist im Eigentum des Landes Berlin. |
| Wilmd    | 083          | Albrecht-Achilles-Straße Ecke Paulsborner Straße Lage Eisenzahnstraße | Schliephacke                                                           | 03–4 m           | Die Wasserpumpe Nr. 83 (OSM-ID: 760035362) steht vor dem Haus Albrecht-Achilles-Straße Ecke Paulsborner Straße. Der Brunnen steht auf dem Baumstreifen, 35 Meter von der Nordecke mit der Paulsborner Straße in Berlin-Wilmersdorf. Auf der Kleinpflasterfläche liegt der rechteckige Tränkstein mit Ablaufrinne an der Seite der Pumpe und etwas vom Bordstein entfernt. |
| Charl    | 084          | Gutenbergstraße (#1) Lage Spreestadt                                  | Wolf einteilige Säule                                                  | 03–4 m           | Am südlichen Bürgersteig der Gutenbergstraße gegenüber vom Neubau Englische Straße 21/23 (für Gewerbe- und Büro- sowie Wohnnutzung) steht der Brunnen (OSM-ID: 4934389279) mittig auf dem Randstreifen. Zur Wolfsäule gehört der Wasserablauf über das Kleinpflaster. Die Englische Straße liegt 20 Meter westlich vom Brunnenstandort. Der große Parkplatz an der Brunnenseite wird mit Gewerbe- und Bürogebäuden bebaut. |
| Wilmd    | 084          | Pfalzburger Straße 3 Lage Ludwigkirchplatz                            | Schliephacke                                                           | 03–4 m           | Der Brunnen (OSM-ID: 1309334851) steht in der Mittellinie des Randstreifens auf dem Bürgersteig. Unter dem Brunnenaustritt befindet sich eine Platte mit Rechteckmulde, deren Rinne zum Bordstein und dem Gerinne zeigt. Die Wohnhäuser 1, 2, 3 wurden um 1962 auf beräumten Ruinenflächen erbaut. |
| Weste    | 085          | Tharauer Allee 4 Lage Angerburger Allee                               | Wolf einteilige Säule                                                  | 30–40 m          | Der Brunnen (OSM-ID: 718143807) steht am westlichen Bürgersteig auf einem Pflastersteinkarree. Der Schwengel der Wolfsäule besitzt einen Rautenhandgriff am glatten Schwengelflachstahl, ergänzt von einem zylindrischen Schwerekörper. Der Abfluss erfolgt über dieses Karree. Ihm gegenüber liegt ein Platz zwischen Tharauer und Schirwindter Allee, an letzterer befindet sich 50 Meter nördlich der S-Bahnhof Pichelsdorf. |
| Wilmd    | 085          | Nauheimer Straße ggü. 23 Lage Binger Straße                           | Schliephacke                                                           | 10–15 m          | Der Wilmersdorfer Brunnen 85 (OSM-ID: 1657397505) steht an der Südostecke der Nauheimer mit der Johannisberger Straße, wo sich nach Südosten die „Kleingartenanlage Johannisberg“ anschließt. Der Brunnen mit blauer und am Rohr grüner Lackierung hat den Wasseraustritt zur Straße, darunter liegt zum Bordstein eine „halbe“ Rechteckmulde da der Abstand Sockelrohr–Bordstein nicht genügend Platz bot. Der Schwengel an der Schliephacke befindet sich in Gehwegrichtung. |
| Charl    | 086          | Schlüterstraße 52 Lage George-Grosz-Platz                             | Schliephacke                                                           | 03–4 m           | Die Wasserpumpe Nr. 86 (OSM-ID: 775862448) steht auf dem gepflasterten Parkstreifen zwischen einem Straßenbaum und der Bürgersteigkante. Die Grundplatte des Brunnens ist mit acht Schrauben am Sockelrohr befestigt. Der Wasserauslauf ist zur Straße hin ausgerichtet und das Wasser fließt über zwei Charlottenburger Platten zu einer Baumscheibe, so dass der Baum im Sommer durch die Pumpe bewässert werden kann. |
| Halen    | 086          | Ringbahnstraße ggü. 1 Lage Halensee                                   | Schliephacke                                                           | 03–4 m           | Die Wasserpumpe Nr. 86 (OSM-ID: 967206099) steht seitwärts mit dem rechteckigen Tränkstein auf dem Kleinpflaster-Randstreifen in der Ringbahnstraße an dem als Parkplatz genutzten Grundstück 16a, gegenüber vom viergeschossigen Wohnhaus Nr. 1. |
| Charl    | 087          | Kuno-Fischer-Straße 4 Lage Lietzensee                                 | einteilige Säule                                                       | 04–7 m           | Der Brunnen 87 (OSM-ID: 718143726) steht in der Kuno-Fischer-Straße südlich der Neuen Kantstraße am westlichen Bürgersteig vor der Kita. Neben der Säule liegt ein runder Straßeneinlass, daneben ist die gepflasterte Randfläche mit Charlottenburger Platten abgedeckt. Der Einlass wurde Mitte der 2010er Jahre eingesetzt. |
| Halen    | 087          | Johann-Sigismund-Straße 9 Lage Halensee                               | Schliephacke                                                           | 03–4 m           | Die Wasserpumpe Nr. 87 (OSM-ID: 1291170456) steht vor dem Haus Johann-Sigismund-Straße 9, der Hauseingang liegt an der Seite. Der Brunnen steht auf dem Baumstreifen 35 Meter von der Nordecke mit der Seesener Straße in Berlin-Halensee. Auf der Kleinpflasterfläche liegt der rechteckige Tränkstein mit Ablaufrinne an der Seite der Pumpe und etwas vom Bordstein entfernt. |
| Weste    | 088          | Eschenallee 8 Lage                                                    | Krause                                                                 |                  | Der Brunnen (OSM-ID: 8001190316) steht am östlichen Bürgersteig wenige Meter nördlich der Einmündung in die Ulmenallee. Im Jahr 2020 stand hier eine neu aufgestellte Krause-Pumpe. Noch wenige Jahre zuvor befand sich der Standort auf der gegenüberliegenden Straßenseite, etwa 50 Meter nördlich, bevor die dortige Wolf-Pumpe abgebaut wurde. |
| Wilmd    | 088          | Darmstädter Straße 5 Lage                                             | Schliephacke Rümmler                                                   |                  | Der Brunnen (OSM-ID: 7885081248) steht auf dem südlichen Gehwegrand der Darmstädter Straße nahe der Einmündung in die Sächsische Straße. |
| Halen    | 089          | Hektorstraße 2 Lage Halensee                                          | Borsig Sechskantsäule                                                  | 03–4 m           | Die Wasserpumpe Nr. 89 (OSM-ID: 3883827275) steht vor dem Haus Hektorstraße 2 in Berlin-Halensee auf dem Randstreifen mit Kleinpflaster. Der Pumpwasserüberlauf fließt in den runden Straßeneinlass ab. Die Schliephacke-Pumpe wurde im September 2021 durch die Borsig-Sechskantsäule ersetzt. |
| Weste    | 089          | Jasminweg, ggü. Wacholderweg 10 Lage                                  | Wolf                                                                   |                  | Der Brunnen (OSM-ID: 7973771713) steht an der Westseite des Jasminwegs, direkt nördlich zur Kreuzung zum Wacholderweg. |
| Weste    | 090          | Stülpnagelstraße 3 Lage Königin-Elisabeth-Straße                      | Wolf                                                                   | 15–20 m          | Der Brunnen (OSM-ID: 5627054552) steht an der Westseite der Straße. Der Standort liegt zwischen Fredericiastraße und nördlich vom Kaiserdamm. Der Brunnenständer stand bereits 2008. |
| Schma    | 090          | Friedrichshaller Straße 34 Lage Breite Straße                         | Schliephacke                                                           | 10–15 m          | In der Friedrichshaller Straße steht der Wilmersdorfer (genauer Schmargendorfer) Brunnen 90 (OSM-ID: 3376539121) an der Südostecke mit der Cunostraße. Die dreigeschossige Wohnzeile an der Cunostraße biegt mit Hausnummer 6 und um die Ecke 34 und gibt einen Rasenplatz mit Hecke frei. Davor steht der Brunnenkörper mit einer zum Bordstein eingefügten „Rechteckmulde“, die Lackierung mit grüner Säule und blauen Funktionseinheiten ist erhalten. |
| Wilmd    | 091          | Eisenzahnstraße 5 Lage Halensee                                       | Schliephacke                                                           | 10–15 m          | Der Brunnen (OSM-ID: 760035369) steht vor der Hofeinfahrt zwischen dem Wohnhaus Nummer 5 und dem Spielplatz. Zu dieser Zufahrt liegt unter dem Austritt eine Rechteckmulde mit Ausflussrinne, deren Wasser über das Pflaster abfließt. Vom Standort auf dem westlichen Bürgersteig befindet sich die Paulsborner Straße 30 Meter entfernt. Die Zuführung ist rechtwinklig angebunden, die vormalige spitzwinklige Straßenmündung wurde zur Grünfläche. Auffällig das Hinweisschild „Kein Trinkwasser“ in A4-Größe mit schwarzer Umrandung und gerundeten Ecken. |
| Grune    | 092          | Caspar-Theyß-Straße 8 Lage Bismarckallee                              | Schliephacke                                                           | 10–15 m          | Der Straßenbrunnen Nr. 92 in der Caspar-Theyß-Straße steht vor dem Eckgrundstück, adressiert mit Humboldtstraße 18b, 20 Meter von der Nordostecke der Kreuzung. Schwengel- und Auslaufeinheit stehen gegenüber und parallel zur Straße. Der Ablauf erfolgt über den Rechtecktränkstein mit Rinne zum Bordstein. Die Pumpe ist mit grünem Rohr und den Modulen blau lackiert. |
| Charl    | 092          | Einsteinufer 5 Lage Ernst-Reuter-Platz                                | Wolf einteilige Säule                                                  | 03–4 m           | Der Notwasserbrunnen (OSM-ID: 3583117566) steht am Ost-Beginn der Straße unweit der Charlottenburger Brücke in Höhe der Rasenstreifen und Fahrzeugstreifen am Norden der Straße des 17. Juni. Das (kanalisierte) Ufer der Spree liegt 30 Meter entfernt. Zur Wolfsäule, die auf dem schmalen Randstreifen des westlichen Bürgersteigs steht, gehört als Abfluss eine Platte mit Rechteckmulde neben dem Brunnenfuß mit der Rinne an den Bordstein grenzend. |
| Grune    | 093          | Erdener Straße 4 Lage Bismarckallee                                   | Borsig Sechskantsäule                                                  | 10–15 m          | Der Brunnen (OSM-ID: 1536825659) steht an der spitzen Westecke zwischen Erdener und Wissmannstraße. Neben dem Brunnenstandort auf dem Sockelrohr liegt eine Platte mit Rechteckmulde auf einem gepflasterten Karree am südlichen Bürgersteig. Die Schliephacke-Pumpe wurde 2018 durch einen Sechskantsäule ausgetauscht. Der Brunnen ist im Eigentum des Landes Berlin. |
| Weste    | 093          | Kastanienallee 11 Lage                                                | Borsig                                                                 |                  | Der Brunnen (OSM-ID: 7973771714) steht an der Westseite der Kastanienallee, etwa 50 Meter südlich der Kreuzung mit der Platanenallee. |
| Charl    | 094          | Friedbergstraße 26 Lage Amtsgerichtsplatz                             | Schliephacke                                                           | 03–4 m           | In der Friedbergstraße steht der Brunnen (OSM-ID: 718143822) auf dem Randstreifen des nördlichen Bürgersteigs nahe zu den auf der Straße parkenden Fahrzeugen. Für den Ablauf von Pumpenwasser gibt es keine eingelassene Platte oder Abflusseinrichtung, über den Bordstein gelangt es in die Regenentwässerung. Die Holtzendorffstraße liegt östlicher. |
| Schma    | 094          | Auguste-Viktoria-Straße ggü. 52a Lage Kissinger Straße                | Schliephacke                                                           | 10–15 m          | Der Brunnen (OSM-ID: 1111792284) ist wegen einer Baustelle (Stand 2018) durch eine Verkleidung gegen Beschädigungen geschützt. Der Brunnenstandort liegt im Baumstreifen am westlichen Bürgersteig vor dem Gelände der Carl-Orff-Schule (Berkaer Straße 9/10, vor 1945: Frau-Aja-Schule, Oberschule für Mädchen / um 1947: 9. Volksschule / seit 1970 nach Carl-Orff benannt), das zugehörige Grundstück ist als 58 nummeriert. Der Brunnenstandort befindet sich auf dem Randstreifen, der Brunnen hat Austritt und Schwengel parallel zur Fahrbahn. Für den Ablauf existiert eine Platte mit rechteckiger Mulde. Zum Berkaer Platz hin befindet sich das „Rathaus“ und die Feuerwache Schmargendorfs. |
| Charl    | 095          | Fritschestraße 30 Lage Schloßstraße                                   | Krause                                                                 | 03–4 m           | Vor dem Haus 30 der Fritschestraße auf dem westlichen Bürgersteig steht der Brunnen 95 Charlottenburgs (OSM-ID: 1770021235) 30 Meter nördlich der Bismarckstraße. Der Brunnenkörper befindet sich über dem Sockelrohr der Grundwasserbohrung auf einem gepflasterten Karree, innerhalb dessen liegt unter dem Wasseraustritt eine Charlottenburger Platte. Ein Parken quer zur Fahrbahn auf den Gehweg findet statt und gefährdete die ungeschützte Schliephacke. Inzwischen wurde die Pumpe ausgetauscht und ein geschützter Standort um den Brunnen geschaffen. Der Brunnen ist im Eigentum des Landes Berlin. |
| Wilmd    | 095          | Birger-Forell-Platz Lage Brabanter Platz                              | Borsig Sechskantsäule                                                  | 10–15 m          | Der Brunnen (OSM-ID: 4329431019) steht am nördlichen Gehweg gegenüber vom Eckhaus Paretzer Straße 17 mit Blissestraße 44. Der mit Bäumen bestandene Birger-Forell-Platz wird von der Paretzer und Blissestraße gebildet und entlang der schrägen Seite vom Gehweg an den Häusern Paretzer Straße 1 und Blissestraße 40 geschlossen. Die Borsigsäule mit dem Bezirkswappen in der Reihe der Straßenbäume am Bürgersteig ist mit einer zum Bordstein liegenden rechteckigen Muldenplatte ausgestattet. Aus der Rinne läuft das Wasser über den Bordstein ins Gerinne. An gleicher Stelle stand bis um 2012 noch eine Schliephacke. |
| Weste    | 096          | Glockenturmstraße 30 Lage Angerburger Allee                           | Neue Krause                                                            | 20–30 m          | Der Standort befindet sich vor dem Hotel am Olympiastadion, 60 Meter von der Kreuzung Angerburger Allee entfernt. Nach Osten entlang der Angerburger Straße befinden sich Wohnanlagen und Seniorenwohnheime, der Stößensee liegt 300 Meter westlich. Die Zapfstelle mit dem neu eingesetzten Straßeneinlass liegt am südlichen Gehweg zwischen Formsteinen am Gehweg. Am Brunnen befand sich kein Hinweis auf ungeeignete Wasserqualität für Trinkwasser (Stand 2018). Der Brunnen ist im Eigentum des Landes Berlin. |
| Schma    | 096          | Goldfinkweg 25 Lage Hundekehle                                        | Borsig Sechskantsäule                                                  | 10–15 m          | Die Borsigsäule ersetzt eine vorherige Schliephackepumpe auf dem bei der Grundwasserbohrung geschaffenen Karree mit Pflastersteinen. Der Ersatz erfolgte wohl 2012/2013, wobei auch die Ablaufplatte mit Mulde, die neben dem Brunnenfuß liegt, erhalten blieb. Sowohl der Schliephackebrunnen lag als auch der Borsigbrunnen liegt mit Schwengel und Austritt parallel zur Bürgersteiglage. Zur Trinkwassereignung ist ein rundes Blechschild mit Verbots-Piktogramm am Brunnen angebracht. |
| Charl    | 097          | Zillestraße 31 Lage Richard-Wagner-Straße                             | Schliephacke                                                           | 05–10 m          | Der Brunnen steht auf einer Betonplatte zwischen Kleinpflaster einer Ecke am südlichen Gehsteig. Austritt und Schwengel befinden sich quer zur Fahrbahn, benachbart ist ein alter Straßenbaum auf einer erhöhten Stelle. Der Brunnen ist im Eigentum des Landes Berlin. |
| Wilmd    | 097          | Wetzlarer Straße 6 Lage Rüdesheimer Platz                             | FSH-L                                                                  | 07–10 m          | Der Straßenbrunnen (OSM-ID: 7402503475) steht in der Wetzlarer Straße parallel zur Fahrbahn direkt am Bordstein, das rechteckige Auffangbecken für Pumpwasser ist mit der Ausflussrinne zum Bordstein gerichtet. Die Nichteignung als Trinkwasser wird mit einem entsprechenden Aufkleber angezeigt. Der Standort in der Wetzlarer Straße ist vor der freien Ecke am Haus 6, damit 10 Meter vom Fahrbahnrand an der Nordecke zur Ahrweiler Straße. |
| Charl    | 098          | Thrasoltstraße 10 Lage Richard-Wagner-Straße                          | Borsig Sechskantsäule                                                  | 10–15 m          | Der Brunnen (OSM-ID: 3554034115) auf dem Gehweg der Thrasoltstraße steht in der Reihe der Straßenbäume an der nördlichen Straßenseite innerhalb der dazwischen gepflasterten Fläche. Zur Fahrbahn befindet sich für den Abfluss des Wassers ein in den Bordstein eingearbeiteter Tränkstein als ovale Mulde mit der Ausbiegung zum Brunnen und mit einer glatten Seite an der Bordsteinkante. Die Entfernung zum Brunnen in der Gierkezeile beträgt etwa 260 Meter fußläufig. Auf der Straßenbefahrung von 2009 ist ein Schliephackebrunnen an diesem Ort dokumentiert. Der Standort in der Thrasoltstraße liegt 30 Meter zur Wilmersdorfer Straße und etwa 120 Meter westlich der Richard-Wagner-Straße. Der Brunnen ist im Eigentum des Landes Berlin. |
| Grune    | 098          | Lynarstraße 8 Lage Bismarckallee                                      | FSH-L dreiteilige Säule                                                | 10–15 m          | Der Brunnen (OSM-ID: 1111792299) mit drei verschraubten Rohren und einer langen Erweiterung (Manschette) in Höhe des Wasseraustritts steht in der Lynarstraße zwischen Hubertusalle und Johannaplatz. Auf dem nördlichen, asphaltierten Gehweg steht der Brunnen mit einem runden Straßeneinlass unter dem (langen) Austrittsrohr daneben. Für die Standfläche existiert ein gepflastertes Gehwegstück. Auf der Bildaufnahme von 2008 ist ein Brunnenkörper vom Modell Schliephacke (Rümmler) zu erkennen, der Gehweg war zu jener Zeit nicht asphaltiert und der ersetzte Einlass verweist auf einen Ersatz um 2012. |
| Weste    | 099          | Am Rupenhorn 5 Lage Kranzallee                                        | Borsig Sechskantsäule                                                  | 30–40 m          | 250 Meter vom Havelufer steht die Borsigsäule mit spitzer Pyramide als ober Abschluss auf einem Pflastermosaik im Zug des unbefestigten Randes am westlichen Bürgersteig. Der Brunnen wurde mit einem eigenen Straßeneinlass aufgestellt. Oberhalb des Wasseraustritts, der den eigenen Säulenteil hat, befindet sich das Bezirkswappen. Einen Trinkwasserhinweis gibt es nicht. Auf dem Grundstück hinter dem Brunnen steht das Gebäude des Touro College. Der Brunnen ist im Eigentum des Landes Berlin. |
| CharN    | 100          | Jungfernheideweg Lage Jungfernheide                                   | einteilige Säule                                                       | 03–4 m           | Der Brunnen (OSM-ID: 1420876438) steht am östlichen Gehweg auf dessen Randstreifen. Die Wohnhäuser der östlichen Straßenseite sind 30 Meter zurückgesetzt. Der Straßenbrunnen befindet sich auf der Charlottenburger Seite des Jungfernheidewegs, während westlich der Fahrbahn die Wohnhäuser (Nummer 25 gegenüber vom Brunnen) zum Ortsteil Siemensstadt vom Bezirk Spandau gehören. Die Wohngebäude an beiden Seiten gehören zur Großsiedlung Siemensstadt. Der Notwasserbrunnen besitzt unter dem Wasseraustrittsrohr einen Straßeneinlass mit einem runden halboffenen Rost. Das Rohr des Wasseraustritts ist mit einem runden Ansatzstück an der Pumpensäule angeschraubt. Der diesem gegenüberliegende Handschwengel besitzt zum Verstärken der Kräfte ein Kugelgewicht am Handgriff. Der Brunnen ist 70 Meter von der Nordostecke zur Goebelstraße entfernt und über die Grünfläche 30 Meter von den geradzahlig nummerierten gegenüberliegenden Wohnhäusern. Der Brunnen hat eine Frostsicherung, der Sechskantdeckel verdeckt den Zugang zum Frosthahn der 1,20 Meter unter Niveau den Wasserfluss absperrt. Der Brunnen ist im Eigentum des Landes Berlin. |
| Wilmd    | 100          | Meierottostraße ggü. 1 Lage Schaperstraße                             | Borsig Sechskantsäule                                                  | 02–3 m           | Ein anderer Brunnen (OSM-ID: 3956575302) in der Meierottostraße steht 50 Meter vor dem Fasanenplatz am nördlichen Bürgersteig. Die vorherige Schliephacke-Pumpe wurde im September 2021 durch eine Borsig Sechskantsäule ersetzt. Der Pumpwasserüberlauf fließt in den runden Straßeneinlass ab, dieser liegt neben dem Brunnenfuß, wobei Rohr und Schwengel parallel zur Fahrbahn liegen. Auf der Brunnenseite der Straße mit Grundstücksnummer 12 ist das „Haus der Berliner Festspiele“ und an die Bundesallee (Nummer 1–12) hinan die Akademie der Künste. |
| Charl    | 101          | Marie-Elisabeth-Lüders-Straße 7 Lage Ernst-Reuter-Platz               | Schliephacke                                                           | 03–4 m           | Der Brunnen (OSM-ID: 1908855928) mit der Charlottenburger Nummer 101 besitzt in der Bordsteinlinie unter dem zur Straße gerichteten Wasseraustritt einen Tränkstein. In der ovalen Mulde sammelt sich das abfließende Wasser und gelangt über die Rinne an der geraden Seite des Steins auf den Fahrbahnrand. Der Standort liegt auf der westlichen Seite der Marie-Elisabeth-Lüders-Straße, 55 Meter zur Otto-Suhr-Allee und 90 Meter zur Bismarckstraße. Der Brunnen ist im Eigentum des Landes Berlin. |
| Wilmd    | 101          | Landhausstraße #5 Lage Nikolsburger Platz                             | Schliephacke                                                           | 03–4 m           | Der Straßenbrunnen 101 (OSM-ID: 1256785838) steht in der Landhausstraße 50 Meter von der Nordwestecke mit der Güntzelstraße. Der Standort liegt an der westlichen Straßenseite vor dem unbebauten Grundstück Landhausstraße 5 und gegenüber vom Seitenflügel des Hotels (2017 Leonardo-Hotel) Güntzelstraße 14. Am grünen Rohr mit dem Kolbengestänge befindet sich die blaue Auslaufeinheit, die zur Fahrbahn gerichtet und rechtwinklig im Gegenuhrzeigersinn zum Schwengel angebracht ist. Der Überlauf von gepumpten Wasser trifft fast auf den Bordstein ohne Auffangrost, die Pumpe steht nahe am Bordstein. Der Brunnen ist im Eigentum des Landes Berlin. |
| Charl    | 102          | Rönnestraße Lage Amtsgerichtsplatz                                    | Borsig Sechskantsäule                                                  | 03–4 m           | Der Brunnen (OSM-ID: 713934245) steht an der Nordseite der Rönnestraße vor dem Eckhaus Suarezstraße 35. Der Abstand zum Südufer des Lietzensees beträgt 120 Meter. Der Bordstein mit Ausbuchtung zum Brunnen für die Mulde und Abflussrinne zur Fahrbahn belegt, dass die vorher hier stehende Schliephacke-Pumpe zu Anfang der 2010er Jahre mit einer der neuen Borsigsäulen mit Bezirkswappen und spitzer pyramidaler Kappe ausgetauscht wurde. Der Brunnen ist im Eigentum des Landes Berlin. |
| Wilmd    | 102          | Pfalzburger Straße ggü. 44 Lage Leon-Jessel-Platz                     | Wolf einteilige Säule                                                  | 03–4 m           | Der Brunnen „Wilmersdorf 102“ (OSM-ID: 886389670) steht an der Westseite der Straße vor dem Spielplatz (Grundstücksnummer 38). Die Wolfsäule auf dem Kleinpflaster des Bürgersteigs mit dem am Zylinder angebrachten Rohr besitzt als Abfluss in Richtung Straße eine Muldenrechteckplatte die in das Straßengerinne entwässert. Zur Fechnerstraße sind es 80 Meter nach Süden. |
| Wilmd    | 103          | Bregenzer Straße ggü. 1/2 Lage Preußenpark                            | Schliephacke                                                           | 03–4 m           | Der Brunnen (OSM-ID: 760035391) steht an der Westseite der Bregenzer Straße 10 Meter nördlich der Düsseldorfer Straße. Am Brunnenfuß liegt der rechteckige Muldenstein für den Wasserablauf zur Fahrbahn gerichtet. Das sechsgeschossige Wohnhaus Bregenzer Straße 16 vom Ende der 1950er Jahre steht wiederum wenige Meter nördlicher in die Straße hinein. |
| Charl    | 103          | Galvanistraße 12b Lage Alt-Lietzow                                    | Krause                                                                 | 5 m              | Der Straßenbrunnen 103 steht am Nordbogen der Galvanistraße vor der Freifläche an der Einmündung des Landwehrkanals in die Spree gegenüber vom Charlottenburger Verbindungskanal. Die mittig auf dem Gehwegrandstreifen stehende Pumpe entwässert in einen ovalen Tränkstein mit Abflussrinne zum Bordstein. Die Gebäude an der Straßenseite des Brunnens gehören dem Grünflächenamt. Die Entfernung zum Spreeufer beträgt durch dieses Grundstück (Nr. 12b) des Amtes 50 Meter nach Norden. Der Brunnen ist im Eigentum des Landes Berlin. |
| Charl    | 104          | Ilsenburger Straße 33 Lage Kaiserin-Augusta-Allee                     | FSH-L dreiteilige Säule                                                | 03–4 m           | Der Brunnen mit drei verschraubten Rohren und einer langen Erweiterung am mittleren Austrittsteil ist anscheinend (Juni 2018) neu aufgestellt worden. Der Brunnen steht an der Westseite 60 Meter nördlich der Nordhauser Straße. Der neue Brunnen ersetzt eine Schliephacke, die die gleiche Tiefbohrung nutzte. Unter dem Wasseraustritt der Schliephacke lag ein Bordstein mit einer ovalen Mulde, dessen geschwungener Rand von der Fahrbahn weg lag. Der Standort liegt an der Südwestecke mit der Kaiserin-Augusta-Allee. Der Brunnen ist im Eigentum des Landes Berlin. |
| Wilmd    | 104          | Geisberg- /Nürnberger Straße Lage Schaperstraße                       | Borsig                                                                 | 03–4 m           | Der Straßenbrunnen 104 (OSM-ID: 765928591) in der Geisbergstraße steht vor der Freifläche an der Nordseite 15 Meter vor der Mündung an der Nürnberger Straße. Im Süden dem Brunnen gegenüber liegt der Nürnberger Platz (zwischen Geisberg-, Grainauer Straße, Gebäude Grainauer Straße 2, Grundstück Spichernstraße 26 ohne eigene Hausnummern). Die Adresse am Brunnenstandort war vormals Nürnberger Platz 2, nach der Umgestaltung sind es 20 Meter vor dem Haus Fürther Straße 8. Die mittig auf dem Gehwegrandstreifen stehende Pumpe entwässert in einen rechtwinkligen Tränkstein mit Abflussrinne zum Kleinpflaster. Eine Rümmlerpumpe an diesem Standort wurde ersetzt, sodass 2020 hier eine Borsigpumpe stand. |
| Charl    | 105          | Danckelmannstraße 46 Lage Klausenerplatz                              | Lauchhammer Typ I Firma Schoening                                      | 03–4 m           | Der Brunnen steht vor dem denkmalgeschützten Ledigenheim. Durch die Verkehrsberuhigung in der Straße steht der Brunnen zwischen zwei Reihen Pflastersteine mit einer Charlottenburger Platte auf der Gehwegerweiterung. In der Ausführung und Ergänzung durch die Firma Schoening Berlin 1978 steht hier ein Typ-I-Gehäuse mit Berliner Wappenbär gegenüber vom Wasseraustritt oberhalb vom Sockel. >> Der Brunnen ist im Eigentum des Landes Berlin. |
| Schma    | 105          | Amselstraße ggü. 12 Lage                                              | FSH-L                                                                  |                  | Der Brunnen 105 (OSM-ID: 8533723740) befindet sich auf der südwestlichen Seite der Amselstraße, etwa 20 Meter nördlich der Einmündung in die Pücklerstraße. |
| Charl    | 106          | Niebuhrstraße 54 Lage Hindemithplatz                                  | Borsig Sechskantsäule                                                  | 03–4 m           | Der Straßenbrunnen 106 (OSM-ID: 1210996904) in der Niebuhrstraße (OSM-ID: 1210996904) ist mit dem 2001 verliehenen Wappen des Bezirks Charlottenburg-Wilmersdorf oberhalb des Ablaufrohrs versehen, das gegenüber dem Handschwengel angebracht ist. Eine Abwandlung an dieser prismatischen Säule ist die oben aufgesetzte spitze sechsseitige Pyramide. Die neue Pumpe ersetzt die vorher hier stehende Schliephackepumpe, wie aus der Abbildung von Juni 2008 im Vergleich zur Aufnahme vom Februar 2018 zu ersehen ist. Die Pumpe entwässert über den runden Straßeneinlauf. Pumpe und Auffangmulde befinden sich in einem Pflasterquadrat am Randstreifen des Gehwegs. Der Standort liegt 20 Meter von der Einmündung zur Wilmersdorfer Straße. Der Brunnen ist im Eigentum des Landes Berlin. |
| Schma    | 106          | Lentzeallee Lage Breite Straße                                        | Borsig Sechskantsäule                                                  | 15–20 m          | Der Brunnen (OSM-ID: 715203812) steht am nördlichen Fahrbahnrand der Lentzeallee knapp 10 Meter westlich der mündenden Misdroyer Straße. Hinter dem Standort steht zurückgesetzt von der Flucht die „Berlin International School“ (Lentzeallee 12/14 * Misdroyer Straße 2–4). Am Südrand der Lentzeallee befindet sich der Ortsteil Dahlem des Bezirks Steglitz-Zehlendorf. |
| Charl    | 107          | Mierendorffstraße 25/27 Lage Tegeler Weg                              | Borsig Sechskantsäule                                                  | 02–3 m           | Die Brunnensäule ist mit dem Bezirkswappen und einem spitzen Pyramidenabschluss ausgerüstet. Sie steht südlich zum Mierendorffplatz vor dem gefasten Eckhaus zur Mindener Straße. Über diese hinweg an der Nordecke befindet sich die Kirche Mor Afrem (syrisch-orthodox, Mindener Straße 1). An der Mierendorffstraße Ostseite stehen die Universität der Künste (Nummer 30) und die Mierendorffschule (Grundstück 20/24). Der Brunnenfuß im Pflastermosaik innerhalb des gepflasterten Gehsteigrandes besitzt zur Fahrbahn – jedoch noch im Pflasterstreifen – einen brunneneigenen Straßeneinlass. Der Hinweis „Kein Trinkwasser“ befindet sich auf einem Streifen oberhalb des Austrittseinsatzes. An gleicher Stelle stand noch 2008 eine Brunnensäule vom Wolftyp, die Ende der 2010er Jahre ausgetauscht wurde. Der Brunnen ist im Eigentum des Landes Berlin. |
| Grune    | 107          | Spohrstraße 5 Lage                                                    | Schliephacke                                                           |                  | Der Brunnen 107 (OSM-ID: 7873264803) befindet sich auf der südöstlichen Seite der Spohrstraße nahe der Kreuzung zur Griegstraße. |
| Weste    | 108          | Kastanienallee 20 Lage Reichsstraße                                   | Krause (1978)                                                          | 20–30 m          | Zwischen Bayernallee und Reichsstraße steht der Brunnen direkt vor dem Hoteleingang (Haus Nummer 20). Der Eintrag am Sockelfuß „1978 Berlin &copy“ verweist darauf, dass der Brunnenkörper restauriert worden ist. Ungewöhnlich ist darüber hinaus die zweite Eisenkugel am Schwengelgriff, die der Verbesserung der Kraftwirkung dienen soll. Um den Sockel herum befindet sich ein Pflastermosaik im Kleinpflaster des Gehsteigs. Dem Abfluss unter dem Austritt dient eine Charlottenburger Platte zum Bordstein hin. Das Hotelgebäude steht an der gefasten Straßenecke, während sich die Fahrbahnen spitzwinklig nach einer dreieckigen Parkplatzinsel treffen, 60 Meter vor der Heerstraße. Der Brunnen ist im Eigentum des Landes Berlin. |
| Wilmd    | 108          | Nassauische Straße 30 Lage Nikolsburger Platz                         | Schliephacke                                                           | 10–15 m          | Der Brunnen in der Nassauischen Straße steht auf dem westlichen Gehweg am Randstreifen, er besitzt für den Abfluss unter dem Wasseraustritt eine Platte mit rechteckiger Muldenplatte. Die Abflussrinne der Platte liegt wie auch Schwengel und Austrittsrohr in Gehwegrichtung. Der Brunnenfuß ist mit einem Pflastermosaik umgeben. Ein rundes Blechschild an der Säule hinter dem Schwengel: Kein Trinkwasser. |
| Schma    | 109          | Hammersteinstraße ggü. 12 Lage Messelpark                             | Schliephacke                                                           | 15–20 m          | In der Hammersteinstraße 30 Meter nordöstlich der Rheinbabenallee steht der Brunnen auf dem nördlichen Bürgersteig. Auf dem mit Formsteinen belegten Randstreifen des Gehwegs gibt es eine Fläche mit Pflaster, wobei der Brunnenfuß einen halben Ring aus Pflastersteinen hat. Daneben befindet sich für den Ablauf der Rechteckmuldenstein mit der Rinne zur Fahrbahn. Schwengel und Austritt liegen parallel zum Gehweg. |
| Weste    | 110          | Ebereschenallee 44 Lage Branitzer Platz                               | Krause                                                                 | 20–30 m          | Der Krausebrunnen steht in der Ebereschenallee 30 Meter westlich der Kirschenallee. Auf dem südlichen Gehsteig befindet sich eine Charlottenburger Platte zum Bordstein hin, auf den der Abfluss „fällt“. Der Standort befindet sich an der Grenze von Eckgrundstück Kirschenstraße 19, erkennbar am Wechsel des Gartenzauns. Der Brunnen ist im Eigentum des Landes Berlin. |
| Wilmd    | 110          | Schlangenbader Straße 38 Lage Schlangenbader Straße                   | Schliephacke                                                           | 10–15 m          | In der Schlangenbader Straße steht der Brunnen (OSM-ID: 1481535805) am westlichen Bürgersteig. Zwischen Brunnenfuß und Bordstein liegt für den Ablauf eine rechteckige Platte, die bis auf den Rand eine eingelegte Mulde besitzt. |
| Grune    | 111          | Trabener Straße 85d Lage Eichkamp                                     | Schliephacke                                                           | 10–15 m          | Der Brunnen (OSM-ID: 1536825810) steht 70 Meter zum östlicher gelegenen Halensee. Unter dem Wasseraustritt des Notwasserbrunnens liegt die Rechteckmulde mit der Rinne zur Fahrbahn/Bordstein auf dem Randstreifen des nordwestlichen Bürgersteigs. Die Häuser an der zurückgelegten Fluchtlinie wurden um 1975 erbaut. |
| Weste    | 111          | Neidenburger Allee 27a Lage Bismarckallee                             | Borsig Sechskantsäule                                                  | 20–30 m          | Der Brunnen vom Modell Borsig löst eine Schliephackepumpe ab. Die Borsigsäule besitzt das Bezirkswappen oberhalb vom Austrittsrohr und eine spitze Pyramide als Abschluss. Am Brunnenfuß quer zum Schwengel liegt im Gehweg noch der Muldenstein in Richtung zum Straßengerinne, von den Straßenbauarbeiten besteht um diesen eine 2 × 2 m² große gepflasterte Fläche. Platte und Pflasterfläche bestand schon als die Schliephacke 2008 noch stand, der Austausch erfolgte (wohl) 2011/2012. Der Brunnen ist im Eigentum des Landes Berlin. |
| Charl    | 113          | Kamminer Straße 11 Lage                                               | Borsig                                                                 |                  | Der Brunnen (OSM-ID: 7973771715) steht auf der östlichen Seite der Kamminer Straße etwa 50 Meter nördlich der Kreuzung zur Osnabrücker Straße. |
| Charl    | 114          | Witzlebenplatz 2 Lage Amtsgerichtsplatz                               | Lauchhammer Typ I (Reko 1978)                                          | 03–4 m           | Der Brunnen (OSM-ID: 705853530) steht 50 Meter vom Nordufer des Lietzensees am Gehwegrand der nordöstlichen Straßenseite. Das Gebäude auf der Standortseite war das alte Kammergericht am Lietzensee, die ehemaligen Wohn- und Repräsentationsräume des Präsidialflügels wurden zum Wohnhaus umgebaut. Die Spiegel am Brunnenkopf sind oberhalb vom Austritt mit „Schoening Berlin“ markiert und auf der Gegenseite mit der Jahreszahl 1978. Der restaurierte Brunnenkörper ist andererseits durch den Berliner Bären als ein Stahnscher Körper Typ I gekennzeichnet. Der Brunnen ist im Eigentum des Landes Berlin. |
| Weste    | 115          | Schaumburgallee ggü. 5 Lage Reichsstraße                              | Schliephacke                                                           | 20–30 m          | Der Brunnen steht 60 Meter östlich der Westendallee. Sein Schwengel und der Austrittsansatz liegen gegenüber parallel zum südlichen Gehweg mit einer Charlottenburger Platte neben dem Brunnenfuß. Das Parken erfolgt in dieser Straße parallel zur Fahrbahn halb auf dem Gehweg. Der Brunnen ist im Eigentum des Landes Berlin. |
| Weste    | 116          | Ahornallee #3 Lage Branitzer Platz                                    | <Krause> (1978)                                                        | 20–30 m          | Der Brunnen (OSM-ID: 1170594280) ist ohne Funktion. Er steht am Dreieckplatz der durch die mündende Nußbaumallee an der Ahornallee gebildet wird. Dabei steht der Brunnen an der nördlichen Fahrbahn am Gehweg um den Platz. Er besitzt eine bläuliche Lackierung. Am Fuß ist noch die Markierung „1978 Berlin“ erkennbar. Der Brunnen ist im Eigentum des Landes Berlin. |
| Charl    | 117          | Mindener Straße 13 Lage Tegeler Weg                                   | Schliephacke                                                           | 03–4 m           | Der Brunnen (OSM-ID: 4768245632) steht an der Nordseite der platzartigen Erweiterung der auf den Tegeler Weg mündenden Mindener Straße. Der Brunnen ist im Eigentum des Landes Berlin. |
| Charl    | 118          | Wielandstraße 2 Lage Savignyplatz                                     | Schliephacke                                                           | 02–3 m           | Der Brunnen (OSM-ID: 5198725465) steht am Rand des westlichen Bürgersteigs. Die Aufstellfläche des Brunnens ist gepflastert und unter dem Austritt liegt eine Charlottenburger Platte für den Wasserablauf. Der Brunnen ist im Eigentum des Landes Berlin. |
| Charl    | 119          | Treseburger Straße 6 Lage Kaiserin-Augusta-Allee                      | Schliephacke                                                           | 03–4 m           | Der Brunnen (OSM-ID: 499609652) steht am Rand des östlichen Bürgersteigs. Die Nordhauser Straße verläuft 50 Meter nördlich. Der Standort innerhalb des Randstreifens mit Formsteinen ist durch eine Pflasterfläche belegt, in der neben dem Brunnen eine Charlottenburger Platte für den Wasserablauf liegt. Der Brunnen ist im Eigentum des Landes Berlin. |
| Charl    | 120          | Holtzendorffstraße 15 Lage Amtsgerichtsplatz                          | Lauchhammer Typ I                                                      | 03–4 m           | Die historische Wasserpumpe in der Holtzendorffstraße (OSM-ID: 822836814) steht auf dem Mosaikpflaster vor dem Haus Nr. 15 gegenüber dem Amtsgericht Charlottenburg. Das Auslaufrohr als Fisch gestaltet, liegt zur Fahrbahn und entwässert ohne Tränkstein direkt zum Bordstein. „Kein Trinkwasser“ wird durch das Piktogramm auf dem runden Blechschild angezeigt. Schwengel und Pumpenauslauf sind rechtwinklig zueinander gesetzt. Der Brunnen ist im Eigentum des Landes Berlin. |
| Charl    | 121          | Knesebeckstraße 94 Lage Savignyplatz                                  | Schliephacke                                                           | 02–3 m           | Der Brunnen (OSM-ID: 1825309055) steht am östlichen Gehweg der Knesebeckstraße vor zurückgesetzten Wohngebäuden. Der breite Bürgersteig vor einem Restaurant ist um den Brunnenfuß und die Ablaufplatte gepflastert. Das Austrittsrohr ist zur Fahrbahn gerichtet und der Schwengel befindet sich quer dazu. Der Brunnen ist im Eigentum des Landes Berlin. |
| Charl    | 122          | Nehringstraße 10 Lage Klausenerplatz                                  | Lauchhammer Typ I                                                      | 03–4 m           | Der Brunnen steht vor der Ingeborg-Bachmann-Bibliothek>> Der Brunnen ist im Eigentum des Landes Berlin. |
| Charl    | 123          | Knesebeckstraße #52 Lage George-Grosz-Platz                           | Schliephacke                                                           | 03–4 m           | Auf der nordwestlichen Ecke der Knesebeck- zur Lietzenburger Straße steht der Brunnen (Charlottenburg 123 / OSM-ID: 760035373) am Bürgersteigrand neben der Litfaßsäule. Vor Straßenlaterne, Litfaß und Brunnen sind zwei Auffahrpfosten aufgestellt. Der Wasseraustritt zur Fahrbahn gerichtet, bedingt die Lage einer „Charlottenburger Platte“ für den Wasserablauf. Der Brunnen ist im Eigentum des Landes Berlin. |
| CharN    | 124          | Goebelstraße 75 Lage Jungfernheide                                    | Schliephacke                                                           | 03–4 m           | Der Brunnen in der Goebelstraße steht am südlichen Gehweg und gehört zur Großsiedlung Siemensstadt, wobei der gleichnamige Ortsteil von Spandau sich über die Bahnlinie hinweg befindet. Der Brunnen ist im Eigentum des Landes Berlin. |
| Weste    | 125          | Ragniter Allee Lage Flatowallee                                       | <Neue Krause> Dicke Säule, abgebaut                                    | 30–40 m          | Am Nordende der Ragniter Allee stand der Brunnen (OSM-ID: 906778754) gegenüber dem von Westen mündenden Dickensweg. Die am Standort des Brunnens am östlichen Gehweg stehenden sechs Stadthäuser sind allerdings als Dickensweg 23–23e adressiert. Auf der dem Brunnen gegenüberliegenden Gelände Ragniter Allee/Dickensweg/Heerstraße steht das Paulinenkrankenhaus (Dickensweg 25/39). Der hier Mitte der 2010er Jahre neu aufgestellte Brunnen vom Typ Neue Krause mit seinem Wasseraustritt am dicken Unterteil besaß für den Wasserablauf einen runden Straßeneinlauf und ersetzte die vorherige Schliephacke. Im Jahr 2020 war der Brunnen allerdings bereits wieder abgebaut. Der Brunnen ist im Eigentum des Landes Berlin. |
| CharN    | 126          | Friedrich-Olbricht-Damm 48 Lage Plötzensee                            | FSH-L                                                                  | 02–3 m           | Der Brunnen steht am Olbrichtdamm neben der Südwestecke der Jugendstrafanstalt Berlin am nördlichen Gehweg. Der Standort befindet sich 30 Meter vom Heckerdamm nach Südost. Der Brunnen ist im Eigentum des Landes Berlin. |
| Weste    | 127          | Meiningenallee 20-22 Lage Reichsstraße                                | Schliephacke                                                           | 20–30 m          | Der Brunnen stand an der westlichen Straßenseite der Meiningenallee, etwa 50 Meter südlich der Einmündung zum Spandauer Damm vor der Dietrich-Bonhoeffer-Schule. Im Jahr 2020 war die Pumpensäule abgebaut. Der Brunnen ist im Eigentum des Landes Berlin. |
| CharN    | 128          | Wiersichweg 2 Lage Paul-Hertz-Siedlung                                | Borsig Sechskantsäule                                                  | 02–3 m           | Der Brunnen steht an der Westseite der Bernhard-Lichtenberg-Straße 50 Meter vom Heckerdamm nach Süden. Der vormalige Schliephackebrunnen wurde nach 2011 durch ein neues Brunnengehäuse vom Model Borsig ersetzt. Der Brunnen ist im Eigentum des Landes Berlin. |
| CharN    | 129          | Toeplerstraße 13 Lage Jungfernheide                                   | Schliephacke                                                           | 03–4 m           | Der Brunnen stehet am südlichen Bürgersteig zwischen Bordstein und Gehwegplatten in einem Pflastermosaik. Schwengel und Wasseraustritt liegen parallel zum Gehsteig und das Pumpwasser gelangt direkt auf das Kleinpflaster. Ein rundes Blechschild mit dem Piktogramm „Kein Trinkwasser“ weist auf die eingeschränkte Nutzung. Der Standort liegt vor der Hausecke 10 Meter neben der mündenden Haeftenzeile. |
| Charl    | 130          | Eosanderstraße Lage Paul-Hertz-Siedlung                               | Borsig Sechskantsäule                                                  | Flurabstand      | Der Brunnen Charlottenburg Eosanderstraße Wasserpumpe Der Brunnen ist im Eigentum des Landes Berlin. |
| Charl    | 131          | Haubachstraße ggü. 41 Lage Schloßstraße                               | Lauchhammer Typ I                                                      | 03–4 m           | Der Brunnen 131 (OSM-ID: 1770021238) steht vor dem gefasten Eckhaus Haubachstraße 40 an dem Vorplatz, den die Haubach- mit der Hebbelstraße bildet. Der Lauchhammerbrunnen wurde in seinem Körper 1978 restauriert, worauf der Aufguss an den beiden Spiegel am Brunnenkopf verweist: Jahreszahl „1978“ und Gestalter „Schoening Berlin“. Der Brunnenablauf ist mit einem runden halboffenen Straßeneinlauf-Rost ausgestattet, so fließt das Wasser direkt in die Kanalisation ab. |
| Charl    | 132          | Stuttgarter Platz Lage Amtsgerichtsplatz                              | Schliephacke                                                           | 03–4 m           | Der Brunnen (OSM-ID: 705853544) steht auf dem Mosaikpflaster vor dem Gebäude der Fernmeldemeisterei der Deutschen Reichsbahn. Er entwässert auf einen Tränkstein ohne Auffangbecken direkt in den Rinnstein. |
| Charl    | 133          | Sesenheimer Straße Lage Karl-August-Platz                             | Krause                                                                 | 04–7 m           | Der Straßenbrunnen (OSM-ID: 1903094683) in der Sesenheimer Straße steht vor dem Spielplatz an der Ecke Schillerstraße auf einer Mosaikpflaster-Erweiterung. Dieser Teil der Sesenheimer Straße ist verkehrsberuhigt. Der Handschwengel befindet sich gegenüber dem Auslaufrohr, das ohne Tränkstein in den Rinnstein entwässert. „Kein Trinkwasser“ wird durch das Piktogramm auf dem runden Blechschild angezeigt. |
| Grune    | ohne         | Kronberger Straße 5 Lage                                              | einteilige Säule                                                       |                  | Der Brunnen (OSM-ID: 8533723742) befindet sich auf der westlichen Seite der Kronberger Straße, etwa 15 Meter südlich der Kreuzung zur Taunusstraße. Am Brunnen ist keine Nummer angebracht. |
| Grune    | ohne         | Menzelstraße 14 Lage Hagenplatz                                       | Lauchhammer Typ I                                                      | 15–20 m          | Dieses Pumpengehäuse steht als schmückendes Objekt im Vorgarten des Hauses Menzelstraße 14 und besitzt darüber hinaus keine Funktion, da die Brunnenbohrung fehlt. |
| Wilmd    | 071 (ex)     | Sigmaringer Straße 5 Lage Leon-Jessel-Platz                           | <abgebaut>                                                             | 04–7 m           | In der Liste zur Anfrage im Abgeordnetenhaus ist für 2015 noch ein „Brunnen Sigmaringer Straße 5a (10713)“ erfasst. Im September 2018 wurden zwischen Gasteiner und Wegenerstraße keinerlei Spuren des vormaligen Straßenbrunnens auf dem östlichen Gehweg gefunden. Auf dem Bild von Juli 2008 steht vor dem Haus 5a (Zahnärztliche Praxis) noch der Schliephackebrunnen. Seine Lage entspricht dem Verlauf der vormaligen Bordsteinkante, bevor um 1985 die Fahrbahn der Sigmaringer Straße verkehrsberuhigt und der Fußweg verbreitert wurde. Am ehemaligen Pumpenstandort am Übergang im Schrittfahr-Bereich befindet sich gegenüber der Zugang zur Comeniusschule (Gieseler Straße 4) und der Hans-Fechner-Schule (seit 2003 zur Cäcilienschule). Nach Süden zur Gasteiner Straße steht die Sporthalle (Sigmaringer Straße 4) und der um 1963 benannte Habermannplatz mit Spielplatz auf dem Grundstück Gasteiner Straße 15. Standort im Eigentum des Landes Berlin. |
| Wilmd    | 000 (ex)     | Bruchsaler Straße 18 Lage Babelsberger Straße                         | <abgebaut>                                                             | 04–7 m           | In der Liste zur Anfrage im Abgeordnetenhaus ist ein Landesbrunnen mit „Brunnen Bruchsaler Straße 18“ erfasst. Im Jahr 2019 wurden an dieser Stelle keinerlei Spuren des vormaligen Straßenbrunnens gefunden. Bereits auf dem Bild von 2008 befindet sich an dieser Straßenecke kein Straßenbrunnen mehr. Jedoch wurde in der Durlacher Straße Ende der 1990er Jahre im Zuge der Verkehrsberuhigung zwischen Bundesallee und Prinzregentenstraße das Parken schräg zur Fahrbahn und der Gehweg an der Einmündung der Bruchsaler Straße geändert. Nach dem Augenschein wurde der Straßenbrunnen zu diesem Zeitpunkt abgebaut und mögliche Spuren beim Straßenbau beseitigt. Die Wohngebäude der Straßenecke wurden in den 1960er Jahren (Kriegsruine), die gegenüberliegenden (Wohnen am Volkspark) Beginn der 1980er Jahre erbaut. Der Standort ist im Eigentum des Landes Berlin. |